# Lynx (zoologia)
La lince (Lynx Kerr, 1792), chiamata anticamente anche lonza, gattopardo o lupo cerviero, è un felide appartenente alla sottofamiglia Felinae. Si distingue facilmente dai suoi simili per il muso incorniciato da lunghi peli, detti "favoriti", le orecchie triangolari terminanti con un ciuffo di peli neri e il corpo dotato di una corta coda e di lunghe zampe. Inoltre possiede solo 28 denti, invece che 30 come tutti gli altri felini.
Nel corso del tempo la tassonomia delle linci ha subito numerose variazioni, e i diversi taxa sono stati considerati sottospecie o specie a tutti gli effetti a seconda del periodo. A partire dalla fine del XX secolo vengono riconosciute come tali quattro specie: la lince canadese (Lynx canadensis), la lince eurasiatica (Lynx lynx), la lince iberica (Lynx pardinus) e la lince rossa (Lynx rufus, chiamato "bobcat" dagli americani). Il caracal, che morfologicamente ricorda una lince, è stato a lungo classificato all'interno del genere Lynx e viene ancora oggi chiamato «lince del deserto».
Le linci, esclusive dell'emisfero settentrionale, hanno come habitat prediletto la foresta boreale e temperata. Considerate specie largamente diffuse, ad eccezione della lince iberica, gravemente minacciata, sono tra i pochi felini che presentano una popolazione stabile. Le linci occupavano un ruolo importante nella mitologia amerindia mentre in Europa avevano la reputazione di bestie feroci (era probabilmente una lince la lonza citata da Dante Alighieri nella Divina Commedia).

## Descrizione

### Aspetto

#### Corpo

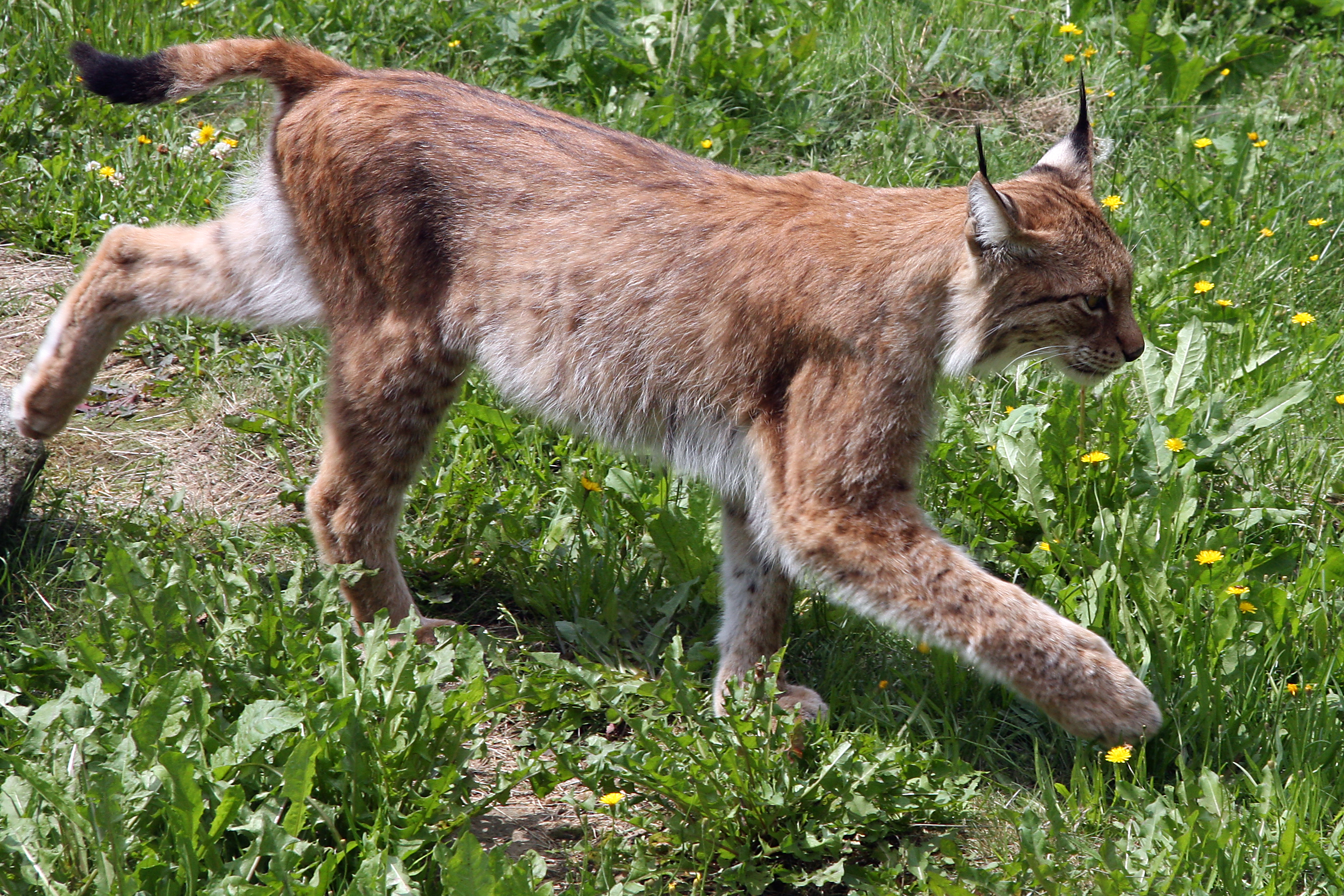
Le linci hanno una sagoma caratteristica, con la loro coda corta e le lunghe zampe. Qui, una lince eurasiatica in uno zoo svedese.

Le linci hanno una struttura fisica molto riconoscibile e difficilmente possono essere confuse con i felini appartenenti ad altri generi, tranne forse il caracal. Il corpo è caratterizzato da un'andatura ondeggiante a causa degli arti posteriori molto sviluppati, che sono una peculiarità di questo genere, in quanto i felini hanno maggiormente sviluppata la parte anteriore del corpo. Le zampe sono lunghe e i piedi sono voluminosi rispetto al resto del corpo; si tratta di un adattamento sviluppatosi per camminare sulla neve: le lunghe zampe consentono di spostarsi più facilmente su uno spesso manto nevoso e i piedi molto larghi funzionano come racchette per non sprofondare nella neve. Inoltre, la larghezza dei cuscinetti attutisce il rumore dei passi e garantisce un'andatura totalmente silenziosa. Le linci esercitano una pressione molto debole sul terreno, anche rispetto ad altri carnivori: la lince eurasiatica, infatti, esercita una pressione sul terreno tre volte inferiore di quella del gatto selvatico (Felis silvestris) e tale valore viene stimato tra 4,1 e 8,8 volte tra la lince canadese e il coyote (Canis latrans). L'impronta della lince, più lunga che larga, ricorda quella del gatto domestico. La disposizione delle impronte è quasi rettilinea, soprattutto quando l'animale avanza al passo.
La coda è corta, tronca e terminante a manicotto; misura soltanto tra 20 e 25 cm di lunghezza. Le dimensioni del corpo variano a seconda della specie, ma le proporzioni rimangono sempre le stesse. Il rappresentante più grande del gruppo è la lince eurasiatica, che presenta dimensioni quasi doppie rispetto alle altre specie. Il dimorfismo sessuale è ben marcato: i maschi sono in media un quarto più grandi delle femmine.
La quantità delle macchie e il colore del manto delle linci varia a seconda della specie e della latitudine. Gli studiosi riconoscono quattro tipi di mantello: maculato, striato, uniforme e a rosette. Ogni esemplare ha una disposizione particolare dei disegni del mantello. Delle quattro specie di lince, la lince iberica ha una pelliccia molto maculata, mentre la lince canadese ha poche macchie, addirittura nessuna, soprattutto perché la lunga pelliccia tende a coprire i disegni del mantello. Nelle regioni settentrionali il manto delle linci è prevalentemente di colore grigio, mentre in quelle meridionali tende maggiormente verso il rosso. Generalmente, le guance, il ventre, l'interno delle zampe, il mento e la zona intorno agli occhi sono color crema. La lince canadese e quella eurasiatica hanno una pelliccia particolarmente folta, soprattutto sul dorso, dove la concentrazione dei peli è di circa 9000 per cm² contro i 4600 sul ventre; essa è inoltre formata da dodici o tredici peli di borra per ogni pelo di giarra.
|                    | Lince eurasiatica | Lince canadese | Lince iberica | Lince rossa |
| Lunghezza          | 77-135 cm         | 85-114 cm      | 85-110 cm     | 76-124 cm   |
| Altezza al garrese | 65-75 cm          | 60-65 cm       | 42-47 cm      | 45-68 cm    |
| Peso               | 9-13 kg           | 8-14 kg        | 9-13 kg       | 6-13 kg     |

#### Testa

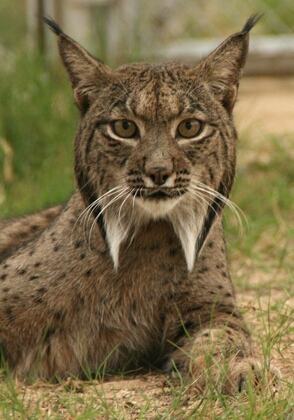
La testa delle linci presenta orecchie triangolari terminanti con ciuffetti neri e favoriti intorno alle guance. Qui, una lince iberica.

Anche la testa delle linci, di forma arrotondata e sorretta da un collo corto, è molto caratteristica. Le orecchie sono triangolari, lunghe e ornate da ciuffi di peli neri detti «pennacchi». Questi pennacchi auricolari non sono presenti solamente nelle specie del genere Lynx, ma anche nel caracal, nel gatto della giungla e in alcune razze di gatto domestico. È possibile che questa caratteristica serva a captare la direzione del vento. Dei lunghi peli sulle guance, detti «favoriti», formano una sorta di colletto che conferisce loro un'aria un po' paffuta. L'utilità della forma del muso delle linci, soprattutto dei pennacchi auricolari, è stata oggetto di discussione tra gli studiosi. Lo zoologo russo Matjuškin sottolinea la somiglianza con la faccia del gufo, molto rotonda e con piccole piume erette sulla testa: i favoriti intorno alle guance della lince formerebbero una sorta di antenna parabolica che permetterebbe a questi animali di captare meglio i suoni, mentre i pennacchi migliorerebbero la localizzazione del suono.
Le linci hanno la caratteristica di avere solo 28 denti invece dei 30 tipici di tutti i felini: hanno infatti solamente due premolari sulla mascella superiore, una caratteristica propria del genere Lynx. L'accorciamento delle mascelle porta ad un aumento della potenza del morso. All'interno del genere Lynx, solo la lince eurasiatica ha la possibilità di sviluppare un dente in sovrannumero. La dentatura da latte delle linci non comprende i molari; l'ordine di comparsa dei denti è canini - incisivi - premolari per la dentatura da latte e incisivi - canini - premolari - molari per quella definitiva.
| Formula dentaria                             |   |   |   |   |   |   |   |
| Arcata superiore                             |   |   |   |   |   |   |   |
| 1                                            | 2 | 1 | 3 | 3 | 1 | 2 | 1 |
| 1                                            | 2 | 1 | 3 | 3 | 1 | 2 | 1 |
| Arcata inferiore                             |   |   |   |   |   |   |   |
| Totale: 28                                   |   |   |   |   |   |   |   |
| Lynx                                         |   |   |   |   |   |   |   |
| 1.Incisivi; 2.Canini; 3.Premolari; 4.Molari; |   |   |   |   |   |   |   |

| Formula dentaria                             |   |   |   |   |   |   |   |
| Arcata superiore                             |   |   |   |   |   |   |   |
| 1                                            | 3 | 1 | 3 | 3 | 1 | 3 | 1 |
| 1                                            | 2 | 1 | 3 | 3 | 1 | 2 | 1 |
| Arcata inferiore                             |   |   |   |   |   |   |   |
| Totale: 30                                   |   |   |   |   |   |   |   |
| Dentatura tipica dei Felidi                  |   |   |   |   |   |   |   |
| 1.Incisivi; 2.Canini; 3.Premolari; 4.Molari; |   |   |   |   |   |   |   |

#### Capacità fisiche
Come tutti i felini, le linci hanno una vista molto sensibile in condizioni di scarsa luminosità e molto precisa per rilevare i movimenti. L'olfatto è sviluppato, ma viene utilizzato solamente per la comunicazione interspecifica (ad esempio per la marcatura del territorio) e mai per la caccia, a differenza di quanto avviene nei canidi. Le vibrisse, spesso chiamate «baffi», si trovano sul muso, al di sopra degli occhi, sulle guance e a livello dei piedi: come per tutti i felini, sono un organo del tatto molto sensibile. Le linci non sono sensibili agli effetti della gattaia (erba gatta) in cattività, ma sarebbero attratte dal suo odore in libertà.
Le linci, all'occorrenza, sono in grado di nuotare e sono eccellenti saltatrici e arrampicatrici, grazie ai loro arti posteriori particolarmente adatti al salto. Alcune linci in cattività sono riuscite a fuggire, ad esempio, saltando al di là del loro recinto alto tre o quattro metri. Come tutti i felini, le linci sono pessime maratonete. La loro scarsa resistenza può essere correlata alle piccole dimensioni del cuore: il peso del cuore di una lince rappresenta solamente dal 3,4 al 6,4% del suo peso totale. Le linci hanno tre tipi di andatura: il passo, che è l'andatura più utilizzata, il trotto e il salto.

## Biologia

### Comportamento

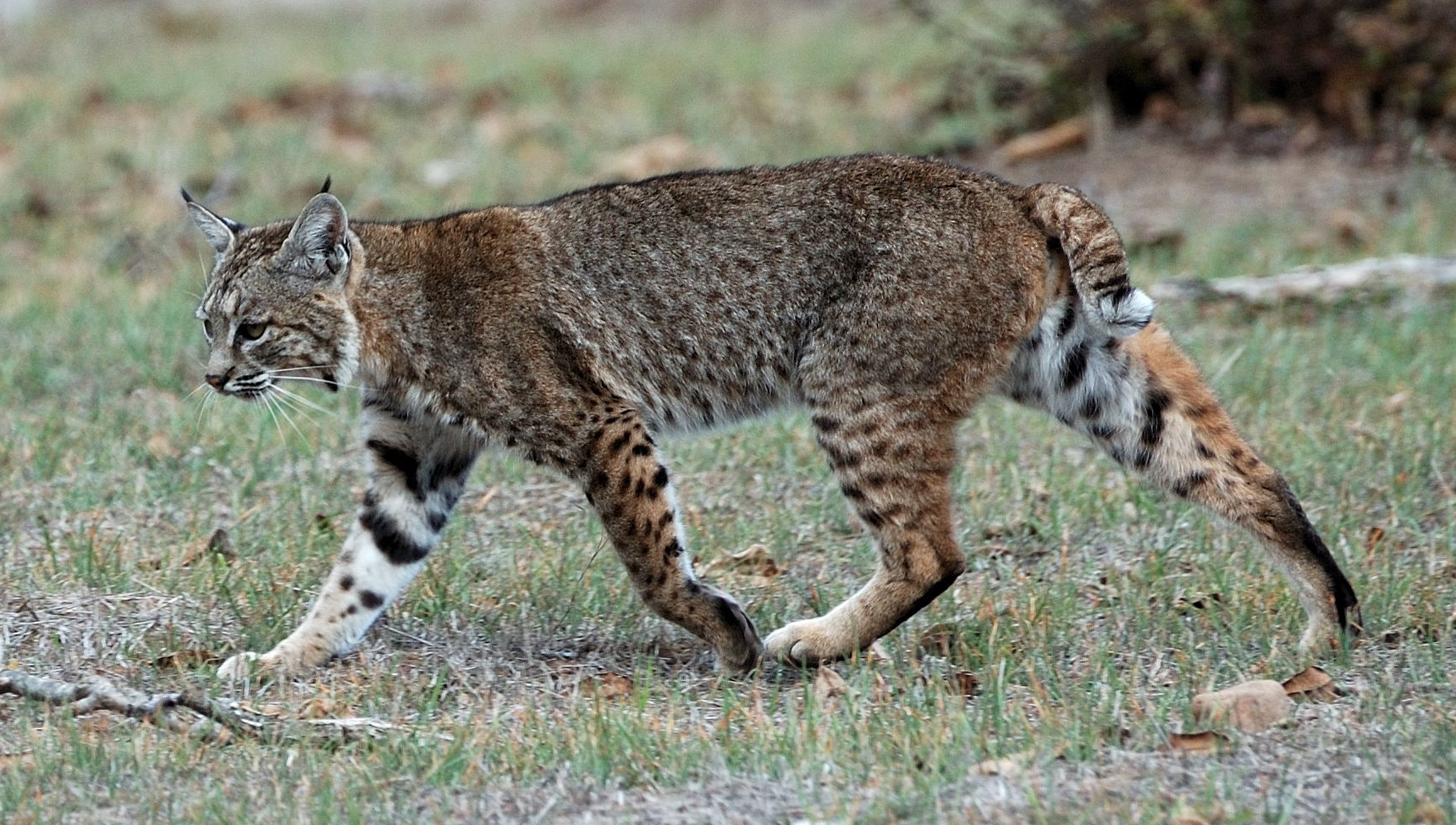
Le linci percorrono il loro territorio alla ricerca di prede. Qui, una lince rossa.

Come tutti i felini, le linci sono animali territoriali. Il territorio del maschio può essere condiviso con una o più femmine. I territori, indipendentemente dal sesso del proprietario, presentano tuttavia delle «zone neutre» dove è possibile circolare senza che nascano dei conflitti: i confini di un territorio sono costituiti frequentemente da queste zone neutre. Le dimensioni del territorio variano a seconda della densità delle prede e della specie di lince presa in considerazione. In America del Nord il territorio di un maschio può raggiungere i 300 km². I maschi non tollerano la presenza di esemplari dello stesso sesso che attraversano il loro territorio, ma sono le femmine ad essere le più vendicative nei confronti delle intrusioni delle congeneri.
Le marcature olfattive, che permettono di segnalare il possesso di un territorio, vengono più spesso effettuate su un supporto facilmente identificabile. Si tratta quasi sempre di getti di urina e di segni di graffi. Le marcature sono più frequenti al centro del territorio che alla sua periferia.
Le linci sono generalmente solitarie, fatta eccezione per le femmine con i loro piccoli. Gli unici incontri tra maschi e femmine hanno luogo durante il periodo di riproduzione, durante il quale il maschio segue la femmina in tutti i suoi spostamenti.
Creature estremamente sfuggenti, le linci si lasciano vedere raramente. Nel parco nazionale di Baviera, dove la lince eurasiatica è stata reintrodotta, 10 000 visitatori all'anno percorrono un sentiero a 300 metri dai luoghi di riproduzione di questo animale; il parco, che ricopre una superficie di 13 000 ettari, ospita sei linci residenti e nel 1976 venne visitato da 1,3 milioni di persone. Tuttavia, ogni anno vengono segnalati solo tra sei e otto avvistamenti.

### Alimentazione
Le linci sono attive soprattutto al crepuscolo e all'alba. Cacciano principalmente tendendo agguati e, come la maggior parte dei felini, soffocano generalmente le loro prede con un morso alla gola, senza utilizzare le zampe per metterle fuori combattimento. Quando vanno alla ricerca di prede, possono percorrere il loro territorio anche per diversi chilometri. Di solito catturano una preda ogni due o tre giorni. Il tasso di successo nella caccia varia enormemente da un esemplare all'altro. Per quanto riguarda la lince eurasiatica, si stima che le femmine accompagnate dai piccoli abbiano successo nella caccia nel 60-70% dei casi, i maschi nel 40-60% e i subadulti nel 10-20%. Tra l'attacco e l'uccisione della preda trascorrono generalmente meno di venti minuti. Le linci inseguono la preda per più di duecento metri solamente nell'1-5% degli attacchi.
Le prede catturate variano a seconda della specie. Il più delle volte, le linci si nutrono di piccole prede come lagomorfi o uccelli. La lince eurasiatica è la sola ad attaccare preferibilmente piccoli ungulati come il capriolo o il camoscio, anche se in rari casi la lince rossa può arrivare ad assalire i cervi della Virginia e la lince canadese può cacciare i caribù. La lince non è saprofaga e rifiuta di mangiare carogne in stato di decomposizione troppo avanzato. Le linci possono attaccare il bestiame, ma la pressione venatoria ai danni degli animali domestici varia molto a seconda delle regioni. Sono stati riportati casi di linci specializzate nel dare la caccia alle pecore. Durante i programmi di reintroduzione, gli studiosi hanno riscontrato un brusco aumento degli attacchi ai danni del bestiame seguito da un periodo di stabilizzazione. In Europa, il numero delle aggressioni delle linci ai danni del bestiame è inferiore rispetto a quelle di lupi e orsi. Le linci non attaccano mai gli uomini, nemmeno quando si avvicinano alla loro prole.
Le linci mangiano in posizione accovacciata iniziando dalle parti carnose della preda, come le cosce o le spalle, e tralasciano lo stomaco e gli intestini. La pelle e i peli vengono respinti poco a poco durante il pasto e la pelle arrotolata spesso finisce per «avvolgere» le parti del corpo non consumate. Gli uccelli vengono spennati. Le linci possono anche trasportare la loro preda sugli alberi per poter mangiare più al sicuro.
Gli attacchi delle linci ai branchi di cervidi favorirebbero la dispersione dei branchi di questi ungulati, consentendo così una loro migliore ripartizione sul territorio. Questo potrebbe avere delle conseguenze benefiche anche sulla vegetazione, in quanto i giovani germogli mangiati dai caprioli potrebbero avere la possibilità di crescere, garantendo un migliore equilibrio degli ecosistemi.

### Riproduzione

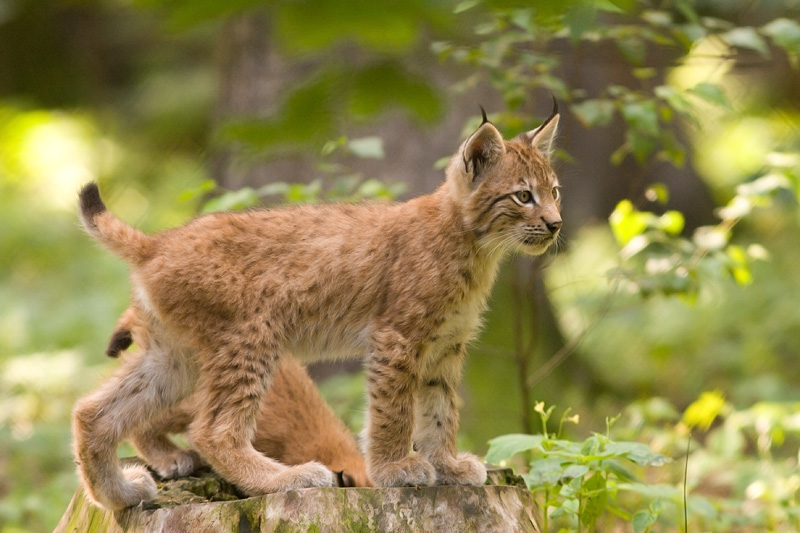
Nonostante la protezione della madre, la mortalità dei giovani è elevata.

Il ciclo di riproduzione delle linci è soggetto a grandi variazioni. Quello della lince canadese, ad esempio, è strettamente correlato a quello della lepre scarpa da neve (Lepus americanus) e la sua popolazione pertanto oscilla all'incirca ogni dieci anni. Allo stesso modo, le osservazioni condotte sulla lince eurasiatica mostrano che, a seconda delle annate, solo il 43-64% delle femmine dà alla luce i piccoli.
La stagione degli amori ha luogo prevalentemente alla fine dell'inverno. Dopo una «luna di miele» di alcuni giorni, il maschio ritorna alle sue occupazioni, mentre la femmina parte alla ricerca di un rifugio dove darà alla luce i piccoli dopo una gestazione di circa due mesi. Si occupa da sola del loro allevamento e, una volta cresciuti, insegna loro a cacciare. Questi lasceranno la madre poche settimane prima della nascita della generazione successiva e andranno alla ricerca di un nuovo territorio: la dispersione, però, avviene su piccola scala, dal momento che i giovani si insediano in territori vicini a quelli materni.
|                        | Lince eurasiatica        | Lince canadese           | Lince iberica         | Lince rossa             |
| Gestazione             | 63-68 giorni             | 63-70 giorni             | 63-68 giorni          | 50-70 giorni            |
| Numero di piccoli      | 1-4                      | 1-8                      | 1-5                   | 1-8                     |
| Età dell'emancipazione | 10 mesi                  | 10 mesi                  | 7-10 mesi             | 12 mesi                 |
| Maturità sessuale      | ♂: 30 mesi ♀: 20-24 mesi | ♂: 24 mesi ♀: 22-23 mesi | ♂: 33 mesi ♀: 21 mesi | ♂: 18 mesi ♀: 9-12 mesi |

Solamente in rari casi le linci diventano vettori della rabbia. Su mille linci della Slovacchia catturate o uccise nell'arco di dieci anni, solamente lo 0,6% era stato infettato da questo virus. Inoltre, le linci non sviluppano la forma aggressiva della malattia e, se ne hanno la possibilità, attaccano e uccidono le volpi (tra i principali vettori della rabbia). I decessi per malattia rappresentano soltanto un quarto dei decessi totali. I tre-quarti dei decessi degli adulti sono imputabili alle attività umane, sia alla caccia e/o al bracconaggio, che al traffico stradale. Tra i giovani, sono soprattutto la fame e le malattie parassitarie a decimare le popolazioni (l'80% dei giovani di lince eurasiatica non raggiunge l'età della maturità sessuale). Fatta eccezione per l'uomo, le linci hanno pochi predatori naturali; tra questi figurano, a seconda della specie, orsi, lupi, puma e ghiottoni. La longevità è di una quindicina di anni in natura e di circa trent'anni in cattività.

## Tassonomia ed evoluzione

### Storia tassonomica del genereLynx
La classificazione delle linci è da sempre stata oggetto di dibattito tra gli specialisti: le linci debbono essere classificate nel loro genere a parte Lynx o costituiscono un sottogenere di Felis? In effetti, fino agli anni '80, quasi tutti i felini venivano inclusi nel genere Felis, ad eccezione dei grandi felini del genere Panthera e del ghepardo del genere Acinonyx: era la cosiddetta classificazione di Simpson. La tassonomia oggi in vigore ammette l'esistenza di un genere a parte per le linci, ma i sinonimi Felis lynx, Felis rufus o Felis pardinus sono ancora presenti nella letteratura scientifica.
Il numero delle specie di lince riconosciute dagli scienziati è variato notevolmente nel corso degli anni, a causa della grande variabilità morfologica, sia in termini di dimensioni che di colorazione, dei diversi individui: Pocock e Balestri proposero addirittura l'esistenza di sette specie di lince. Negli anni '70 ne venivano riconosciute solamente due, in quanto la lince canadese e quella iberica venivano considerate sottospecie della lince eurasiatica, con i nomi scientifici Lynx (o Felis) lynx canadensis e Lynx (o Felis) lynx pardinus. Negli anni '80, invece, le specie riconosciute erano tre, in quanto la lince iberica iniziò ad essere considerata una specie a sé, mentre la lince canadese continuava ad essere ritenuta una sottospecie di quella eurasiatica.
Il caracal, a causa delle sue somiglianze morfologiche (testa, dentatura, coda), è stato a lungo classificato all'interno del genere Lynx. Tuttavia, la totale assenza di macchie e, più tardi, le analisi genetiche, hanno spinto gli studiosi a rimuoverlo dal genere Lynx per classificarlo in un genere distinto, Caracal. Anche il gatto di Pallas (Otocolobus manul) ha fatto temporaneamente parte del genere Lynx.

### Filogenesi

#### Analisi genetiche
Per lungo tempo la filogenesi si è basata solamente sullo studio dei resti letali per determinare la comparsa e l'evoluzione di una data specie. La filogenesi moderna, al contrario, si basa essenzialmente sulle analisi genetiche; questo è particolarmente d'aiuto nel caso dei felini, i cui fossili sono relativamente scarsi. Il primo felino risale a 11 milioni di anni fa. L'antenato comune delle linee evolutive Leopardus, Lynx, Puma, Prionailurus e Felis avrebbe attraversato la Beringia e colonizzato l'America del Nord più o meno tra 8,5 e 8 milioni di anni fa. 7,2 milioni di anni fa la linea evolutiva delle linci si separò da quella del puma. L'ultimo antenato comune a tutte le linci risale a 3,2 milioni di anni fa, nel Pliocene.

#### La lince di Issoire

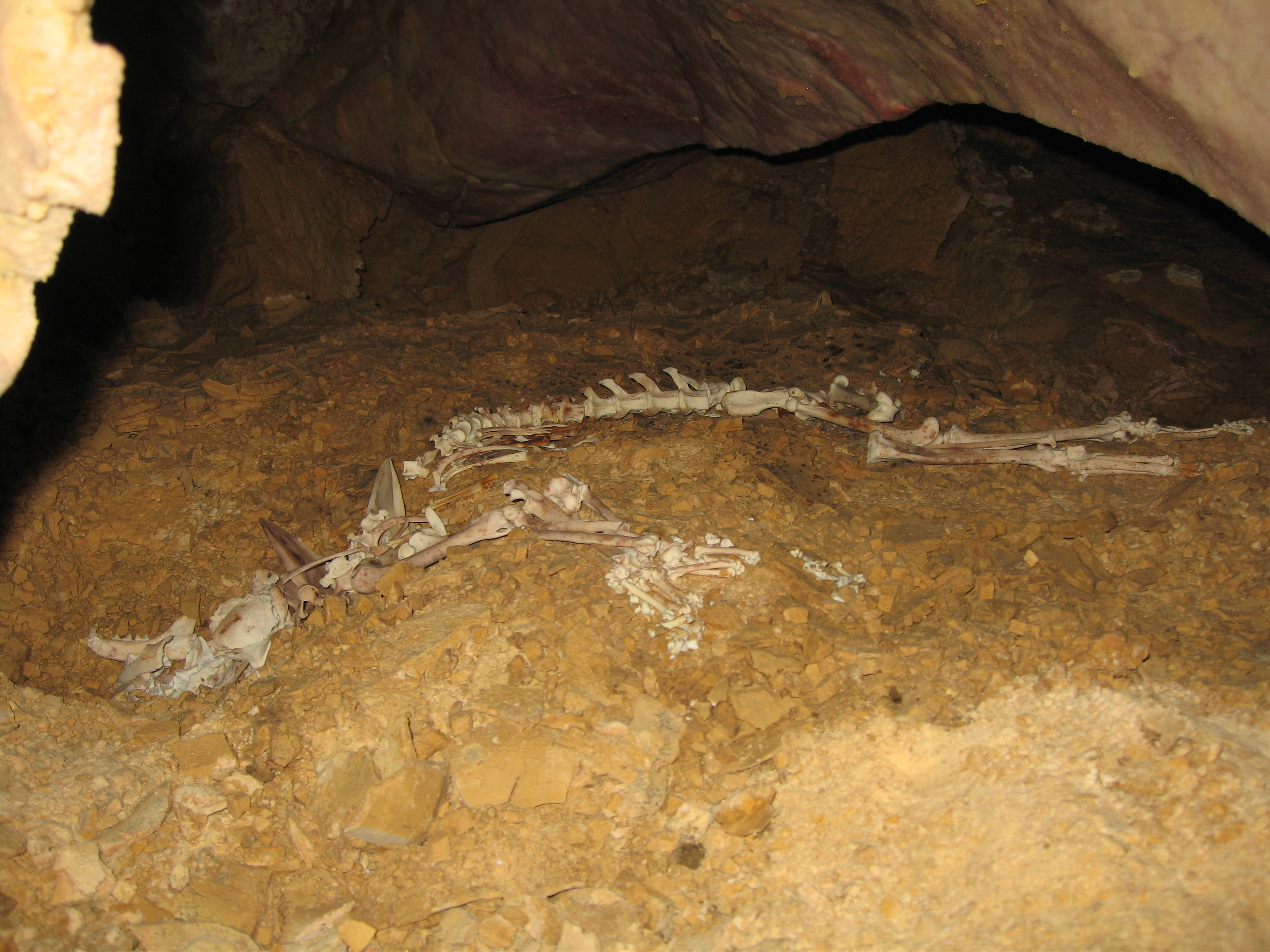
Ossa di lince in una grotta della Spagna.

Sebbene i fossili appartenenti ai felini siano piuttosto rari, le linci costituiscono un'eccezione. La lince di Issoire (Lynx issiodorensis) viene generalmente considerata come l'antenato comune delle specie del genere Lynx. Lynx issiodorensis, che aveva una distribuzione molto ampia, presentava una morfologia simile a quella dei felini attuali ed era dotata delle caratteristiche proprie delle linci: una coda corta e una dentatura formata da 28 denti. Gli studiosi hanno proposto varie ipotesi sulla «comparsa» delle linci moderne a partire da forme intermedie della lince di Issoire. L'ipotesi oggi maggiormente accettata prevede una divergenza in tre linee evolutive distinte: L. pardinus, L. lynx e L. rufus; secondo questa ipotesi, L. canadensis discenderebbe da L. lynx.
La lince di Issoire sarebbe migrata in America del Nord attraverso lo stretto di Bering durante la glaciazione del Pleistocene tra cinque e due milioni di anni fa: prove della sua presenza nel continente, databili a 2,5-2,4 milioni di anni fa, sono state scoperte nel Texas. La lince di Issoire si sarebbe quindi evoluta, attraverso una forma intermedia, Lynx issiodorensis kurteni, nell'attuale lince rossa (Lynx rufus).
Secondo Argant (1996), le prime forme di Lynx pardinus si potrebbero far risalire a fossili attribuiti a Lynx issiodorensis del Pleistocene medio. La lince delle caverne, Lynx pardinus speleus o Lynx spelaea, le cui tracce sono state trovate nella grotta dell'Osservatorio a Monaco e in quella dei Balzi Rossi in Italia, possiede delle caratteristiche intermedie tra Lynx lynx e Lynx pardinus. È possibile che la lince di Issoire si sia evoluta verso la lince delle caverne, che a sua volta si sarebbe evoluta verso la lince iberica. Studi condotti sia sulla morfologia che sullo scheletro della lince iberica hanno messo in evidenza la simpatria tra quest'ultima e la lince eurasiatica nell'Europa sud-occidentale durante il Pleistocene. Entrambe le specie vengono attualmente considerate allopatriche.
La lince eurasiatica, Lynx lynx, è meno imparentata con Lynx issiodorensis di quanto quest'ultima non sia con la lince iberica; essa possiede una dentatura diversa da quella delle altre linci e presenta inoltre dimensioni maggiori; un'ipotesi suggerisce che la lince eurasiatica, originaria dell'Asia, avrebbe respinto la lince iberica sempre più verso occidente, confinandola alla penisola iberica. La lince canadese e la lince eurasiatica discendono infatti dallo stesso antenato comune asiatico. Molto tempo dopo la prima colonizzazione che aveva portato alla lince rossa, una forma di lince di Issoire effettuò una nuova colonizzazione delle Americhe dall'Asia che avrebbe portato alla comparsa della lince canadese attuale (Lynx canadensis).

### Sistematica

#### Classificazione classica
La classificazione classica pone il genere Lynx nella sottofamiglia Felinae, che raggruppa tradizionalmente tutti i felini che non ruggiscono.
```
─o 
Carnivora

 └─o 
Feliformia

   └─o 
Felidae

     ├─o 
Pantherinae

     └─o 
Felinae

       ├─o Numerosi generi, tra i quali 
Prionailurus
, 
Felis
, 
Caracal
, ecc.
       └─o 
Lynx

         ├─o 
Lynx canadensis

         ├─o 
Lynx lynx

         ├─o 
Lynx pardinus

         └─o 
Lynx rufus
```

#### Classificazione filogenetica
La classificazione filogenetica suddivide i felini in otto linee evolutive distinte, delle quali le linci costituiscono la quinta originatasi in ordine cronologico. Le quattro specie si sarebbero evolute secondo l'ordine seguente: lince rossa, lince canadese, lince eurasiatica e lince iberica.
|  | Puma, Herpailurus, Acinonyx                                        |
|  |                                                                    |
|  | \| \| Prionailurus, Otocolobus \| \| \| \| \| \| Felis \| \| \| \| |
|  |                                                                    |
|  | Prionailurus, Otocolobus                                           |
|  |                                                                    |
|  | Felis                                                              |
|  |                                                                    |

|  | Prionailurus, Otocolobus |
|  |                          |
|  | Felis                    |
|  |                          |

|  | Puma, Herpailurus, Acinonyx                                        |
|  |                                                                    |
|  | \| \| Prionailurus, Otocolobus \| \| \| \| \| \| Felis \| \| \| \| |
|  |                                                                    |
|  | Prionailurus, Otocolobus                                           |
|  |                                                                    |
|  | Felis                                                              |
|  |                                                                    |

|  | Prionailurus, Otocolobus |
|  |                          |
|  | Felis                    |
|  |                          |

|  | Puma, Herpailurus, Acinonyx                                        |
|  |                                                                    |
|  | \| \| Prionailurus, Otocolobus \| \| \| \| \| \| Felis \| \| \| \| |
|  |                                                                    |
|  | Prionailurus, Otocolobus                                           |
|  |                                                                    |
|  | Felis                                                              |
|  |                                                                    |

|  | Prionailurus, Otocolobus |
|  |                          |
|  | Felis                    |
|  |                          |

|  | Puma, Herpailurus, Acinonyx                                        |
|  |                                                                    |
|  | \| \| Prionailurus, Otocolobus \| \| \| \| \| \| Felis \| \| \| \| |
|  |                                                                    |
|  | Prionailurus, Otocolobus                                           |
|  |                                                                    |
|  | Felis                                                              |
|  |                                                                    |

|  | Prionailurus, Otocolobus |
|  |                          |
|  | Felis                    |
|  |                          |

|  | Puma, Herpailurus, Acinonyx                                        |
|  |                                                                    |
|  | \| \| Prionailurus, Otocolobus \| \| \| \| \| \| Felis \| \| \| \| |
|  |                                                                    |
|  | Prionailurus, Otocolobus                                           |
|  |                                                                    |
|  | Felis                                                              |
|  |                                                                    |

|  | Prionailurus, Otocolobus |
|  |                          |
|  | Felis                    |
|  |                          |

|  | Puma, Herpailurus, Acinonyx                                        |
|  |                                                                    |
|  | \| \| Prionailurus, Otocolobus \| \| \| \| \| \| Felis \| \| \| \| |
|  |                                                                    |
|  | Prionailurus, Otocolobus                                           |
|  |                                                                    |
|  | Felis                                                              |
|  |                                                                    |

|  | Prionailurus, Otocolobus |
|  |                          |
|  | Felis                    |
|  |                          |

|  | Puma, Herpailurus, Acinonyx                                        |
|  |                                                                    |
|  | \| \| Prionailurus, Otocolobus \| \| \| \| \| \| Felis \| \| \| \| |
|  |                                                                    |
|  | Prionailurus, Otocolobus                                           |
|  |                                                                    |
|  | Felis                                                              |
|  |                                                                    |

|  | Prionailurus, Otocolobus |
|  |                          |
|  | Felis                    |
|  |                          |

|  | Puma, Herpailurus, Acinonyx                                        |
|  |                                                                    |
|  | \| \| Prionailurus, Otocolobus \| \| \| \| \| \| Felis \| \| \| \| |
|  |                                                                    |
|  | Prionailurus, Otocolobus                                           |
|  |                                                                    |
|  | Felis                                                              |
|  |                                                                    |

|  | Prionailurus, Otocolobus |
|  |                          |
|  | Felis                    |
|  |                          |

|  | Puma, Herpailurus, Acinonyx                                        |
|  |                                                                    |
|  | \| \| Prionailurus, Otocolobus \| \| \| \| \| \| Felis \| \| \| \| |
|  |                                                                    |
|  | Prionailurus, Otocolobus                                           |
|  |                                                                    |
|  | Felis                                                              |
|  |                                                                    |

|  | Prionailurus, Otocolobus |
|  |                          |
|  | Felis                    |
|  |                          |

|  | Puma, Herpailurus, Acinonyx                                        |
|  |                                                                    |
|  | \| \| Prionailurus, Otocolobus \| \| \| \| \| \| Felis \| \| \| \| |
|  |                                                                    |
|  | Prionailurus, Otocolobus                                           |
|  |                                                                    |
|  | Felis                                                              |
|  |                                                                    |

|  | Prionailurus, Otocolobus |
|  |                          |
|  | Felis                    |
|  |                          |

|  | Puma, Herpailurus, Acinonyx                                        |
|  |                                                                    |
|  | \| \| Prionailurus, Otocolobus \| \| \| \| \| \| Felis \| \| \| \| |
|  |                                                                    |
|  | Prionailurus, Otocolobus                                           |
|  |                                                                    |
|  | Felis                                                              |
|  |                                                                    |

|  | Prionailurus, Otocolobus |
|  |                          |
|  | Felis                    |
|  |                          |

|  | Puma, Herpailurus, Acinonyx                                        |
|  |                                                                    |
|  | \| \| Prionailurus, Otocolobus \| \| \| \| \| \| Felis \| \| \| \| |
|  |                                                                    |
|  | Prionailurus, Otocolobus                                           |
|  |                                                                    |
|  | Felis                                                              |
|  |                                                                    |

|  | Prionailurus, Otocolobus |
|  |                          |
|  | Felis                    |
|  |                          |

|  | Puma, Herpailurus, Acinonyx                                        |
|  |                                                                    |
|  | \| \| Prionailurus, Otocolobus \| \| \| \| \| \| Felis \| \| \| \| |
|  |                                                                    |
|  | Prionailurus, Otocolobus                                           |
|  |                                                                    |
|  | Felis                                                              |
|  |                                                                    |

|  | Prionailurus, Otocolobus |
|  |                          |
|  | Felis                    |
|  |                          |

|  | Puma, Herpailurus, Acinonyx                                        |
|  |                                                                    |
|  | \| \| Prionailurus, Otocolobus \| \| \| \| \| \| Felis \| \| \| \| |
|  |                                                                    |
|  | Prionailurus, Otocolobus                                           |
|  |                                                                    |
|  | Felis                                                              |
|  |                                                                    |

|  | Prionailurus, Otocolobus |
|  |                          |
|  | Felis                    |
|  |                          |

|  | Puma, Herpailurus, Acinonyx                                        |
|  |                                                                    |
|  | \| \| Prionailurus, Otocolobus \| \| \| \| \| \| Felis \| \| \| \| |
|  |                                                                    |
|  | Prionailurus, Otocolobus                                           |
|  |                                                                    |
|  | Felis                                                              |
|  |                                                                    |

|  | Prionailurus, Otocolobus |
|  |                          |
|  | Felis                    |
|  |                          |

|  | Puma, Herpailurus, Acinonyx                                        |
|  |                                                                    |
|  | \| \| Prionailurus, Otocolobus \| \| \| \| \| \| Felis \| \| \| \| |
|  |                                                                    |
|  | Prionailurus, Otocolobus                                           |
|  |                                                                    |
|  | Felis                                                              |
|  |                                                                    |

|  | Prionailurus, Otocolobus |
|  |                          |
|  | Felis                    |
|  |                          |

|  | Puma, Herpailurus, Acinonyx                                        |
|  |                                                                    |
|  | \| \| Prionailurus, Otocolobus \| \| \| \| \| \| Felis \| \| \| \| |
|  |                                                                    |
|  | Prionailurus, Otocolobus                                           |
|  |                                                                    |
|  | Felis                                                              |
|  |                                                                    |

|  | Prionailurus, Otocolobus |
|  |                          |
|  | Felis                    |
|  |                          |

|  | Puma, Herpailurus, Acinonyx                                        |
|  |                                                                    |
|  | \| \| Prionailurus, Otocolobus \| \| \| \| \| \| Felis \| \| \| \| |
|  |                                                                    |
|  | Prionailurus, Otocolobus                                           |
|  |                                                                    |
|  | Felis                                                              |
|  |                                                                    |

|  | Prionailurus, Otocolobus |
|  |                          |
|  | Felis                    |
|  |                          |

|  | Puma, Herpailurus, Acinonyx                                        |
|  |                                                                    |
|  | \| \| Prionailurus, Otocolobus \| \| \| \| \| \| Felis \| \| \| \| |
|  |                                                                    |
|  | Prionailurus, Otocolobus                                           |
|  |                                                                    |
|  | Felis                                                              |
|  |                                                                    |

|  | Prionailurus, Otocolobus |
|  |                          |
|  | Felis                    |
|  |                          |

|  | Puma, Herpailurus, Acinonyx                                        |
|  |                                                                    |
|  | \| \| Prionailurus, Otocolobus \| \| \| \| \| \| Felis \| \| \| \| |
|  |                                                                    |
|  | Prionailurus, Otocolobus                                           |
|  |                                                                    |
|  | Felis                                                              |
|  |                                                                    |

|  | Prionailurus, Otocolobus |
|  |                          |
|  | Felis                    |
|  |                          |

|  | Puma, Herpailurus, Acinonyx                                        |
|  |                                                                    |
|  | \| \| Prionailurus, Otocolobus \| \| \| \| \| \| Felis \| \| \| \| |
|  |                                                                    |
|  | Prionailurus, Otocolobus                                           |
|  |                                                                    |
|  | Felis                                                              |
|  |                                                                    |

|  | Prionailurus, Otocolobus |
|  |                          |
|  | Felis                    |
|  |                          |

|  | Puma, Herpailurus, Acinonyx                                        |
|  |                                                                    |
|  | \| \| Prionailurus, Otocolobus \| \| \| \| \| \| Felis \| \| \| \| |
|  |                                                                    |
|  | Prionailurus, Otocolobus                                           |
|  |                                                                    |
|  | Felis                                                              |
|  |                                                                    |

|  | Prionailurus, Otocolobus |
|  |                          |
|  | Felis                    |
|  |                          |

|  | Puma, Herpailurus, Acinonyx                                        |
|  |                                                                    |
|  | \| \| Prionailurus, Otocolobus \| \| \| \| \| \| Felis \| \| \| \| |
|  |                                                                    |
|  | Prionailurus, Otocolobus                                           |
|  |                                                                    |
|  | Felis                                                              |
|  |                                                                    |

|  | Prionailurus, Otocolobus |
|  |                          |
|  | Felis                    |
|  |                          |

|  | Puma, Herpailurus, Acinonyx                                        |
|  |                                                                    |
|  | \| \| Prionailurus, Otocolobus \| \| \| \| \| \| Felis \| \| \| \| |
|  |                                                                    |
|  | Prionailurus, Otocolobus                                           |
|  |                                                                    |
|  | Felis                                                              |
|  |                                                                    |

|  | Prionailurus, Otocolobus |
|  |                          |
|  | Felis                    |
|  |                          |

|  | Puma, Herpailurus, Acinonyx                                        |
|  |                                                                    |
|  | \| \| Prionailurus, Otocolobus \| \| \| \| \| \| Felis \| \| \| \| |
|  |                                                                    |
|  | Prionailurus, Otocolobus                                           |
|  |                                                                    |
|  | Felis                                                              |
|  |                                                                    |

|  | Prionailurus, Otocolobus |
|  |                          |
|  | Felis                    |
|  |                          |

|  | Puma, Herpailurus, Acinonyx                                        |
|  |                                                                    |
|  | \| \| Prionailurus, Otocolobus \| \| \| \| \| \| Felis \| \| \| \| |
|  |                                                                    |
|  | Prionailurus, Otocolobus                                           |
|  |                                                                    |
|  | Felis                                                              |
|  |                                                                    |

|  | Prionailurus, Otocolobus |
|  |                          |
|  | Felis                    |
|  |                          |

|  | Puma, Herpailurus, Acinonyx                                        |
|  |                                                                    |
|  | \| \| Prionailurus, Otocolobus \| \| \| \| \| \| Felis \| \| \| \| |
|  |                                                                    |
|  | Prionailurus, Otocolobus                                           |
|  |                                                                    |
|  | Felis                                                              |
|  |                                                                    |

|  | Prionailurus, Otocolobus |
|  |                          |
|  | Felis                    |
|  |                          |

|  | Puma, Herpailurus, Acinonyx                                        |
|  |                                                                    |
|  | \| \| Prionailurus, Otocolobus \| \| \| \| \| \| Felis \| \| \| \| |
|  |                                                                    |
|  | Prionailurus, Otocolobus                                           |
|  |                                                                    |
|  | Felis                                                              |
|  |                                                                    |

|  | Prionailurus, Otocolobus |
|  |                          |
|  | Felis                    |
|  |                          |

|  | Puma, Herpailurus, Acinonyx                                        |
|  |                                                                    |
|  | \| \| Prionailurus, Otocolobus \| \| \| \| \| \| Felis \| \| \| \| |
|  |                                                                    |
|  | Prionailurus, Otocolobus                                           |
|  |                                                                    |
|  | Felis                                                              |
|  |                                                                    |

|  | Prionailurus, Otocolobus |
|  |                          |
|  | Felis                    |
|  |                          |

|  | Puma, Herpailurus, Acinonyx                                        |
|  |                                                                    |
|  | \| \| Prionailurus, Otocolobus \| \| \| \| \| \| Felis \| \| \| \| |
|  |                                                                    |
|  | Prionailurus, Otocolobus                                           |
|  |                                                                    |
|  | Felis                                                              |
|  |                                                                    |

|  | Prionailurus, Otocolobus |
|  |                          |
|  | Felis                    |
|  |                          |

|  | Puma, Herpailurus, Acinonyx                                        |
|  |                                                                    |
|  | \| \| Prionailurus, Otocolobus \| \| \| \| \| \| Felis \| \| \| \| |
|  |                                                                    |
|  | Prionailurus, Otocolobus                                           |
|  |                                                                    |
|  | Felis                                                              |
|  |                                                                    |

|  | Prionailurus, Otocolobus |
|  |                          |
|  | Felis                    |
|  |                          |

|  | Puma, Herpailurus, Acinonyx                                        |
|  |                                                                    |
|  | \| \| Prionailurus, Otocolobus \| \| \| \| \| \| Felis \| \| \| \| |
|  |                                                                    |
|  | Prionailurus, Otocolobus                                           |
|  |                                                                    |
|  | Felis                                                              |
|  |                                                                    |

|  | Prionailurus, Otocolobus |
|  |                          |
|  | Felis                    |
|  |                          |

|  | Puma, Herpailurus, Acinonyx                                        |
|  |                                                                    |
|  | \| \| Prionailurus, Otocolobus \| \| \| \| \| \| Felis \| \| \| \| |
|  |                                                                    |
|  | Prionailurus, Otocolobus                                           |
|  |                                                                    |
|  | Felis                                                              |
|  |                                                                    |

|  | Prionailurus, Otocolobus |
|  |                          |
|  | Felis                    |
|  |                          |

|  | Puma, Herpailurus, Acinonyx                                        |
|  |                                                                    |
|  | \| \| Prionailurus, Otocolobus \| \| \| \| \| \| Felis \| \| \| \| |
|  |                                                                    |
|  | Prionailurus, Otocolobus                                           |
|  |                                                                    |
|  | Felis                                                              |
|  |                                                                    |

|  | Prionailurus, Otocolobus |
|  |                          |
|  | Felis                    |
|  |                          |

|  | Puma, Herpailurus, Acinonyx                                        |
|  |                                                                    |
|  | \| \| Prionailurus, Otocolobus \| \| \| \| \| \| Felis \| \| \| \| |
|  |                                                                    |
|  | Prionailurus, Otocolobus                                           |
|  |                                                                    |
|  | Felis                                                              |
|  |                                                                    |

|  | Prionailurus, Otocolobus |
|  |                          |
|  | Felis                    |
|  |                          |

|  | Puma, Herpailurus, Acinonyx                                        |
|  |                                                                    |
|  | \| \| Prionailurus, Otocolobus \| \| \| \| \| \| Felis \| \| \| \| |
|  |                                                                    |
|  | Prionailurus, Otocolobus                                           |
|  |                                                                    |
|  | Felis                                                              |
|  |                                                                    |

|  | Prionailurus, Otocolobus |
|  |                          |
|  | Felis                    |
|  |                          |

|  | Puma, Herpailurus, Acinonyx                                        |
|  |                                                                    |
|  | \| \| Prionailurus, Otocolobus \| \| \| \| \| \| Felis \| \| \| \| |
|  |                                                                    |
|  | Prionailurus, Otocolobus                                           |
|  |                                                                    |
|  | Felis                                                              |
|  |                                                                    |

|  | Prionailurus, Otocolobus |
|  |                          |
|  | Felis                    |
|  |                          |

|  | Puma, Herpailurus, Acinonyx                                        |
|  |                                                                    |
|  | \| \| Prionailurus, Otocolobus \| \| \| \| \| \| Felis \| \| \| \| |
|  |                                                                    |
|  | Prionailurus, Otocolobus                                           |
|  |                                                                    |
|  | Felis                                                              |
|  |                                                                    |

|  | Prionailurus, Otocolobus |
|  |                          |
|  | Felis                    |
|  |                          |

|  | Puma, Herpailurus, Acinonyx                                        |
|  |                                                                    |
|  | \| \| Prionailurus, Otocolobus \| \| \| \| \| \| Felis \| \| \| \| |
|  |                                                                    |
|  | Prionailurus, Otocolobus                                           |
|  |                                                                    |
|  | Felis                                                              |
|  |                                                                    |

|  | Prionailurus, Otocolobus |
|  |                          |
|  | Felis                    |
|  |                          |

|  | Puma, Herpailurus, Acinonyx                                        |
|  |                                                                    |
|  | \| \| Prionailurus, Otocolobus \| \| \| \| \| \| Felis \| \| \| \| |
|  |                                                                    |
|  | Prionailurus, Otocolobus                                           |
|  |                                                                    |
|  | Felis                                                              |
|  |                                                                    |

|  | Prionailurus, Otocolobus |
|  |                          |
|  | Felis                    |
|  |                          |

|  | Puma, Herpailurus, Acinonyx                                        |
|  |                                                                    |
|  | \| \| Prionailurus, Otocolobus \| \| \| \| \| \| Felis \| \| \| \| |
|  |                                                                    |
|  | Prionailurus, Otocolobus                                           |
|  |                                                                    |
|  | Felis                                                              |
|  |                                                                    |

|  | Prionailurus, Otocolobus |
|  |                          |
|  | Felis                    |
|  |                          |

|  | Puma, Herpailurus, Acinonyx                                        |
|  |                                                                    |
|  | \| \| Prionailurus, Otocolobus \| \| \| \| \| \| Felis \| \| \| \| |
|  |                                                                    |
|  | Prionailurus, Otocolobus                                           |
|  |                                                                    |
|  | Felis                                                              |
|  |                                                                    |

|  | Prionailurus, Otocolobus |
|  |                          |
|  | Felis                    |
|  |                          |

|  | Puma, Herpailurus, Acinonyx                                        |
|  |                                                                    |
|  | \| \| Prionailurus, Otocolobus \| \| \| \| \| \| Felis \| \| \| \| |
|  |                                                                    |
|  | Prionailurus, Otocolobus                                           |
|  |                                                                    |
|  | Felis                                                              |
|  |                                                                    |

|  | Prionailurus, Otocolobus |
|  |                          |
|  | Felis                    |
|  |                          |

|  | Puma, Herpailurus, Acinonyx                                        |
|  |                                                                    |
|  | \| \| Prionailurus, Otocolobus \| \| \| \| \| \| Felis \| \| \| \| |
|  |                                                                    |
|  | Prionailurus, Otocolobus                                           |
|  |                                                                    |
|  | Felis                                                              |
|  |                                                                    |

|  | Prionailurus, Otocolobus |
|  |                          |
|  | Felis                    |
|  |                          |

|  | Puma, Herpailurus, Acinonyx                                        |
|  |                                                                    |
|  | \| \| Prionailurus, Otocolobus \| \| \| \| \| \| Felis \| \| \| \| |
|  |                                                                    |
|  | Prionailurus, Otocolobus                                           |
|  |                                                                    |
|  | Felis                                                              |
|  |                                                                    |

|  | Prionailurus, Otocolobus |
|  |                          |
|  | Felis                    |
|  |                          |

|  | Puma, Herpailurus, Acinonyx                                        |
|  |                                                                    |
|  | \| \| Prionailurus, Otocolobus \| \| \| \| \| \| Felis \| \| \| \| |
|  |                                                                    |
|  | Prionailurus, Otocolobus                                           |
|  |                                                                    |
|  | Felis                                                              |
|  |                                                                    |

|  | Prionailurus, Otocolobus |
|  |                          |
|  | Felis                    |
|  |                          |

|  | Puma, Herpailurus, Acinonyx                                        |
|  |                                                                    |
|  | \| \| Prionailurus, Otocolobus \| \| \| \| \| \| Felis \| \| \| \| |
|  |                                                                    |
|  | Prionailurus, Otocolobus                                           |
|  |                                                                    |
|  | Felis                                                              |
|  |                                                                    |

|  | Prionailurus, Otocolobus |
|  |                          |
|  | Felis                    |
|  |                          |

|  | Puma, Herpailurus, Acinonyx                                        |
|  |                                                                    |
|  | \| \| Prionailurus, Otocolobus \| \| \| \| \| \| Felis \| \| \| \| |
|  |                                                                    |
|  | Prionailurus, Otocolobus                                           |
|  |                                                                    |
|  | Felis                                                              |
|  |                                                                    |

|  | Prionailurus, Otocolobus |
|  |                          |
|  | Felis                    |
|  |                          |

|  | Puma, Herpailurus, Acinonyx                                        |
|  |                                                                    |
|  | \| \| Prionailurus, Otocolobus \| \| \| \| \| \| Felis \| \| \| \| |
|  |                                                                    |
|  | Prionailurus, Otocolobus                                           |
|  |                                                                    |
|  | Felis                                                              |
|  |                                                                    |

|  | Prionailurus, Otocolobus |
|  |                          |
|  | Felis                    |
|  |                          |

|  | Puma, Herpailurus, Acinonyx                                        |
|  |                                                                    |
|  | \| \| Prionailurus, Otocolobus \| \| \| \| \| \| Felis \| \| \| \| |
|  |                                                                    |
|  | Prionailurus, Otocolobus                                           |
|  |                                                                    |
|  | Felis                                                              |
|  |                                                                    |

|  | Prionailurus, Otocolobus |
|  |                          |
|  | Felis                    |
|  |                          |

|  | Puma, Herpailurus, Acinonyx                                        |
|  |                                                                    |
|  | \| \| Prionailurus, Otocolobus \| \| \| \| \| \| Felis \| \| \| \| |
|  |                                                                    |
|  | Prionailurus, Otocolobus                                           |
|  |                                                                    |
|  | Felis                                                              |
|  |                                                                    |

|  | Prionailurus, Otocolobus |
|  |                          |
|  | Felis                    |
|  |                          |

|  | Puma, Herpailurus, Acinonyx                                        |
|  |                                                                    |
|  | \| \| Prionailurus, Otocolobus \| \| \| \| \| \| Felis \| \| \| \| |
|  |                                                                    |
|  | Prionailurus, Otocolobus                                           |
|  |                                                                    |
|  | Felis                                                              |
|  |                                                                    |

|  | Prionailurus, Otocolobus |
|  |                          |
|  | Felis                    |
|  |                          |

|  | Puma, Herpailurus, Acinonyx                                        |
|  |                                                                    |
|  | \| \| Prionailurus, Otocolobus \| \| \| \| \| \| Felis \| \| \| \| |
|  |                                                                    |
|  | Prionailurus, Otocolobus                                           |
|  |                                                                    |
|  | Felis                                                              |
|  |                                                                    |

|  | Prionailurus, Otocolobus |
|  |                          |
|  | Felis                    |
|  |                          |

|  | Puma, Herpailurus, Acinonyx                                        |
|  |                                                                    |
|  | \| \| Prionailurus, Otocolobus \| \| \| \| \| \| Felis \| \| \| \| |
|  |                                                                    |
|  | Prionailurus, Otocolobus                                           |
|  |                                                                    |
|  | Felis                                                              |
|  |                                                                    |

|  | Prionailurus, Otocolobus |
|  |                          |
|  | Felis                    |
|  |                          |

|  | Puma, Herpailurus, Acinonyx                                        |
|  |                                                                    |
|  | \| \| Prionailurus, Otocolobus \| \| \| \| \| \| Felis \| \| \| \| |
|  |                                                                    |
|  | Prionailurus, Otocolobus                                           |
|  |                                                                    |
|  | Felis                                                              |
|  |                                                                    |

|  | Prionailurus, Otocolobus |
|  |                          |
|  | Felis                    |
|  |                          |

|  | Puma, Herpailurus, Acinonyx                                        |
|  |                                                                    |
|  | \| \| Prionailurus, Otocolobus \| \| \| \| \| \| Felis \| \| \| \| |
|  |                                                                    |
|  | Prionailurus, Otocolobus                                           |
|  |                                                                    |
|  | Felis                                                              |
|  |                                                                    |

|  | Prionailurus, Otocolobus |
|  |                          |
|  | Felis                    |
|  |                          |

|  | Puma, Herpailurus, Acinonyx                                        |
|  |                                                                    |
|  | \| \| Prionailurus, Otocolobus \| \| \| \| \| \| Felis \| \| \| \| |
|  |                                                                    |
|  | Prionailurus, Otocolobus                                           |
|  |                                                                    |
|  | Felis                                                              |
|  |                                                                    |

|  | Prionailurus, Otocolobus |
|  |                          |
|  | Felis                    |
|  |                          |

|  | Puma, Herpailurus, Acinonyx                                        |
|  |                                                                    |
|  | \| \| Prionailurus, Otocolobus \| \| \| \| \| \| Felis \| \| \| \| |
|  |                                                                    |
|  | Prionailurus, Otocolobus                                           |
|  |                                                                    |
|  | Felis                                                              |
|  |                                                                    |

|  | Prionailurus, Otocolobus |
|  |                          |
|  | Felis                    |
|  |                          |

|  | Puma, Herpailurus, Acinonyx                                        |
|  |                                                                    |
|  | \| \| Prionailurus, Otocolobus \| \| \| \| \| \| Felis \| \| \| \| |
|  |                                                                    |
|  | Prionailurus, Otocolobus                                           |
|  |                                                                    |
|  | Felis                                                              |
|  |                                                                    |

|  | Prionailurus, Otocolobus |
|  |                          |
|  | Felis                    |
|  |                          |

|  | Puma, Herpailurus, Acinonyx                                        |
|  |                                                                    |
|  | \| \| Prionailurus, Otocolobus \| \| \| \| \| \| Felis \| \| \| \| |
|  |                                                                    |
|  | Prionailurus, Otocolobus                                           |
|  |                                                                    |
|  | Felis                                                              |
|  |                                                                    |

|  | Prionailurus, Otocolobus |
|  |                          |
|  | Felis                    |
|  |                          |

|  | Puma, Herpailurus, Acinonyx                                        |
|  |                                                                    |
|  | \| \| Prionailurus, Otocolobus \| \| \| \| \| \| Felis \| \| \| \| |
|  |                                                                    |
|  | Prionailurus, Otocolobus                                           |
|  |                                                                    |
|  | Felis                                                              |
|  |                                                                    |

|  | Prionailurus, Otocolobus |
|  |                          |
|  | Felis                    |
|  |                          |

|  | Puma, Herpailurus, Acinonyx                                        |
|  |                                                                    |
|  | \| \| Prionailurus, Otocolobus \| \| \| \| \| \| Felis \| \| \| \| |
|  |                                                                    |
|  | Prionailurus, Otocolobus                                           |
|  |                                                                    |
|  | Felis                                                              |
|  |                                                                    |

|  | Prionailurus, Otocolobus |
|  |                          |
|  | Felis                    |
|  |                          |

|  | Puma, Herpailurus, Acinonyx                                        |
|  |                                                                    |
|  | \| \| Prionailurus, Otocolobus \| \| \| \| \| \| Felis \| \| \| \| |
|  |                                                                    |
|  | Prionailurus, Otocolobus                                           |
|  |                                                                    |
|  | Felis                                                              |
|  |                                                                    |

|  | Prionailurus, Otocolobus |
|  |                          |
|  | Felis                    |
|  |                          |

|  | Puma, Herpailurus, Acinonyx                                        |
|  |                                                                    |
|  | \| \| Prionailurus, Otocolobus \| \| \| \| \| \| Felis \| \| \| \| |
|  |                                                                    |
|  | Prionailurus, Otocolobus                                           |
|  |                                                                    |
|  | Felis                                                              |
|  |                                                                    |

|  | Prionailurus, Otocolobus |
|  |                          |
|  | Felis                    |
|  |                          |

|  | Lynx canadensis - lince canadese                                                                |
|  |                                                                                                 |
|  | \| \| Lynx lynx - lince eurasiatica \| \| \| \| \| \| Lynx pardinus - lince iberica \| \| \| \| |
|  |                                                                                                 |
|  | Lynx lynx - lince eurasiatica                                                                   |
|  |                                                                                                 |
|  | Lynx pardinus - lince iberica                                                                   |
|  |                                                                                                 |

|  | Lynx lynx - lince eurasiatica |
|  |                               |
|  | Lynx pardinus - lince iberica |
|  |                               |

|  | Lynx canadensis - lince canadese                                                                |
|  |                                                                                                 |
|  | \| \| Lynx lynx - lince eurasiatica \| \| \| \| \| \| Lynx pardinus - lince iberica \| \| \| \| |
|  |                                                                                                 |
|  | Lynx lynx - lince eurasiatica                                                                   |
|  |                                                                                                 |
|  | Lynx pardinus - lince iberica                                                                   |
|  |                                                                                                 |

|  | Lynx lynx - lince eurasiatica |
|  |                               |
|  | Lynx pardinus - lince iberica |
|  |                               |

|  | Lynx canadensis - lince canadese                                                                |
|  |                                                                                                 |
|  | \| \| Lynx lynx - lince eurasiatica \| \| \| \| \| \| Lynx pardinus - lince iberica \| \| \| \| |
|  |                                                                                                 |
|  | Lynx lynx - lince eurasiatica                                                                   |
|  |                                                                                                 |
|  | Lynx pardinus - lince iberica                                                                   |
|  |                                                                                                 |

|  | Lynx lynx - lince eurasiatica |
|  |                               |
|  | Lynx pardinus - lince iberica |
|  |                               |

|  | Lynx canadensis - lince canadese                                                                |
|  |                                                                                                 |
|  | \| \| Lynx lynx - lince eurasiatica \| \| \| \| \| \| Lynx pardinus - lince iberica \| \| \| \| |
|  |                                                                                                 |
|  | Lynx lynx - lince eurasiatica                                                                   |
|  |                                                                                                 |
|  | Lynx pardinus - lince iberica                                                                   |
|  |                                                                                                 |

|  | Lynx lynx - lince eurasiatica |
|  |                               |
|  | Lynx pardinus - lince iberica |
|  |                               |

#### Specie e sottospecie
Il genere Lynx è suddiviso in quattro specie distinte: la lince canadese (Lynx canadensis), la lince eurasiatica (Lynx lynx), la lince iberica (Lynx pardinus) e la lince rossa (Lynx rufus). La validità delle sottospecie è stata fortemente dibattuta, specialmente per quanto riguarda la lince rossa, per la quale sono state proposte addirittura dodici sottospecie, suddivise secondo criteri geografici e morfologici (taglia e colore). Secondo il Mammal Species of the World, la lince canadese comprenderebbe tre sottospecie, la lince rossa dodici, la lince eurasiatica cinque, mentre la lince iberica nessuna. Tra le cinque sottospecie di lince eurasiatica elencate figura anche la «lince della Sardegna» (Lynx lynx sardiniae), risultata poi essere una popolazione di gatto selvatico (Felis silvestris). Sulla base dei dati ricavati da un'accurata revisione tassonomica della famiglia dei Felidi condotta attraverso analisi genetiche, pubblicata nel 2017, risulta che la lince iberica e quella canadese sono monotipiche, mentre la lince eurasiatica comprende sei sottospecie (lynx, balcanicus, carpathicus, dinniki, isabellinus e wrangeli) e quella rossa due (rufus e fasciatus).

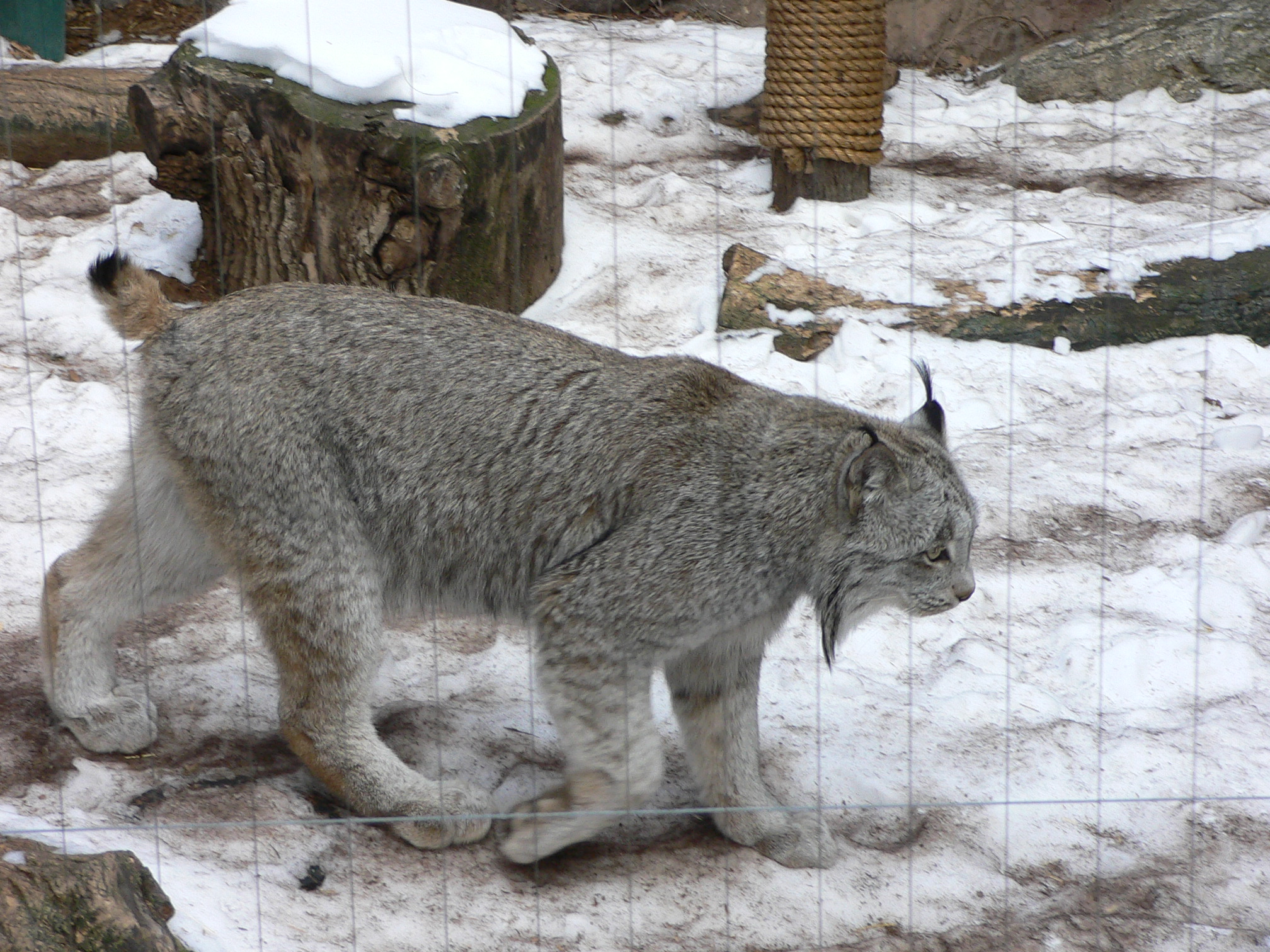
Lynx canadensis
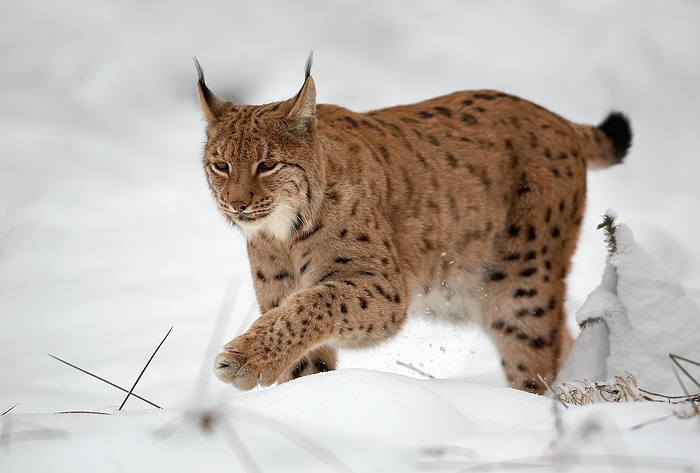
Lynx lynx
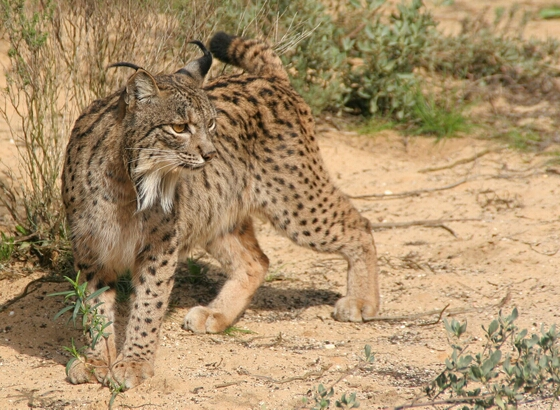
Lynx pardinus
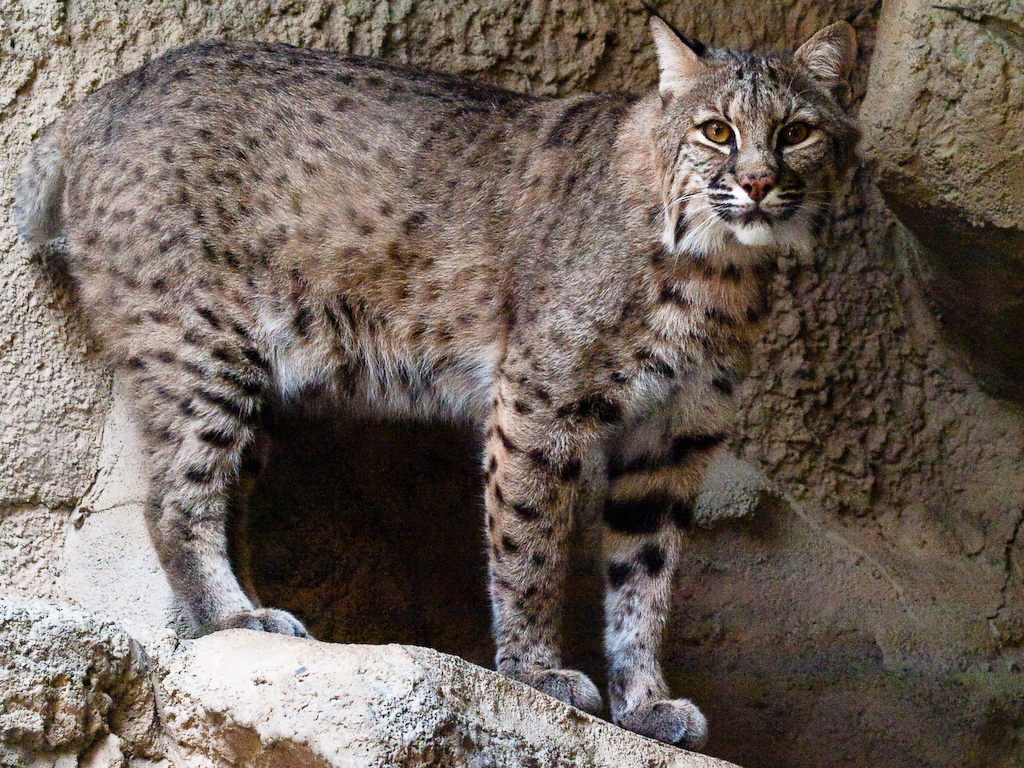
Lynx rufus

### Ibridi
Esistono casi documentati di ibridazioni in natura tra la lince rossa e quella canadese: negli Stati Uniti, ai risultati di tali incroci vengono dati il nome di «Blynx» o «Lynxcat», contrazione dei termini «Bobcat», designante la lince rossa, e «Lynx», designante la lince canadese. Nel 2004, degli studi genetici condotti su queste due specie confermarono che tre esemplari selvatici del Minnesota dall'aspetto peculiare erano in effetti frutto di ibridazione. Tutti gli ibridi che sono stati studiati avevano per madre una lince canadese. Le segnalazioni di ibridi selvatici sono, per adesso, confinate al confine meridionale della lince canadese. Questi ibridi naturali presentano caratteristiche morfologiche intermedie tra le due specie da cui provengono.
Sono inoltre documentate ibridazioni in cattività con l'ocelotto, il caracal e il serval. Secondo una leggenda metropolitana, probabilmente messa in giro dalla creatrice della razza negli anni '80 negli Stati Uniti, il pixie bob sarebbe una razza di gatto derivata dall'incrocio naturale tra una lince rossa e un gatto domestico. Lo stesso discorso vale anche per il bobtail americano e la lince domestica; sebbene siano effettivamente state riportate osservazioni di accoppiamenti tra gatti domestici e linci, nessun test genetico ha mai confermato questo tipo di ibridazione.

## Distribuzione e habitat

### Habitat

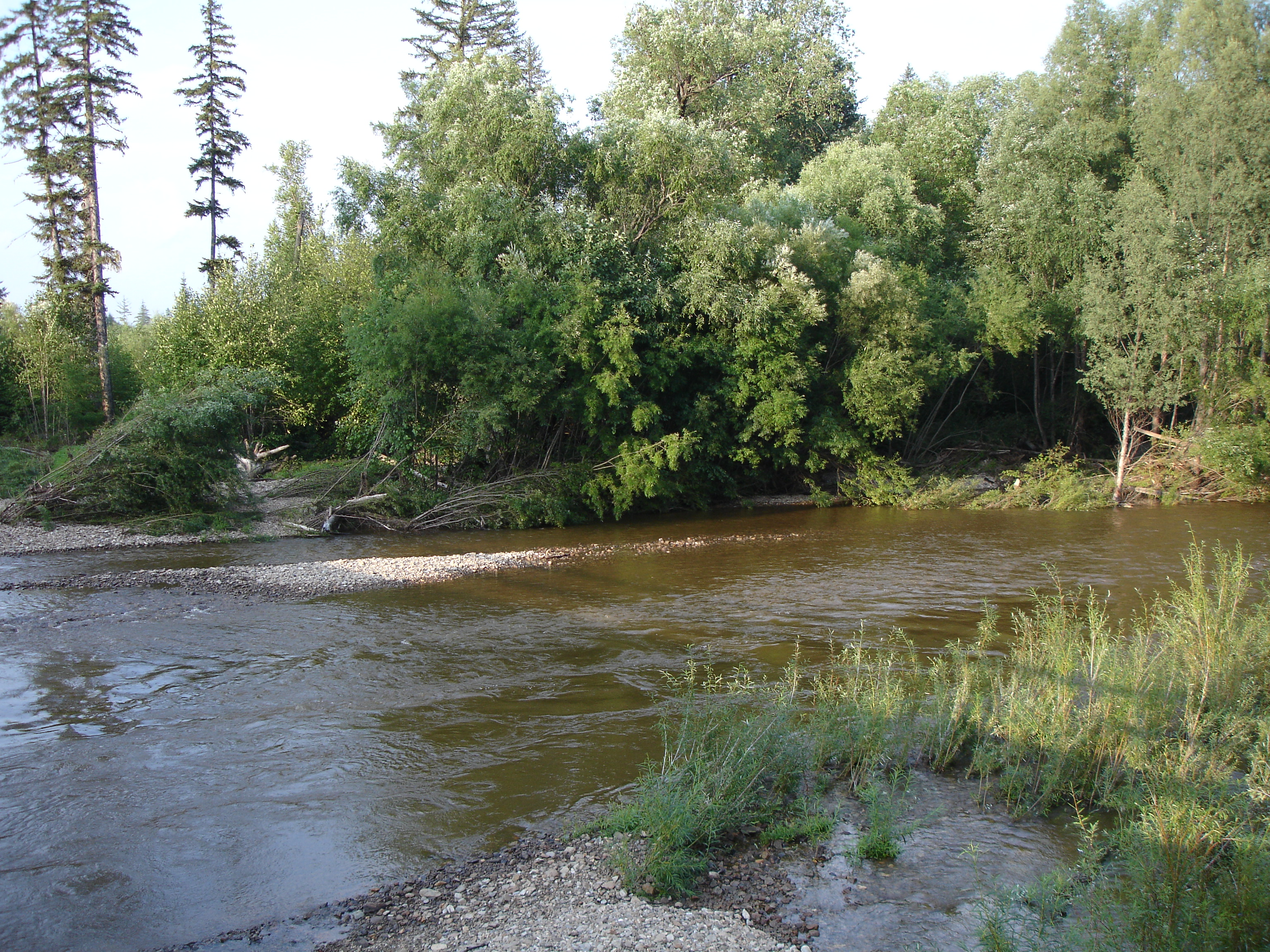
Le foreste boreali, come questa in Siberia, costituiscono l'habitat prediletto delle linci.

Le linci vivono preferibilmente nelle foreste boreali e in quelle miste di caducifoglie; la lince rossa è presente in uno spettro più ampio di habitat, che vanno dalle aree semi-desertiche agli acquitrini umidi della Florida, anche se predilige di gran lunga le foreste, pur non dipendendo esclusivamente da esse, contrariamente alle altre specie di linci. La lince iberica predilige le foreste di pini e la gariga.

### Area e popolazione

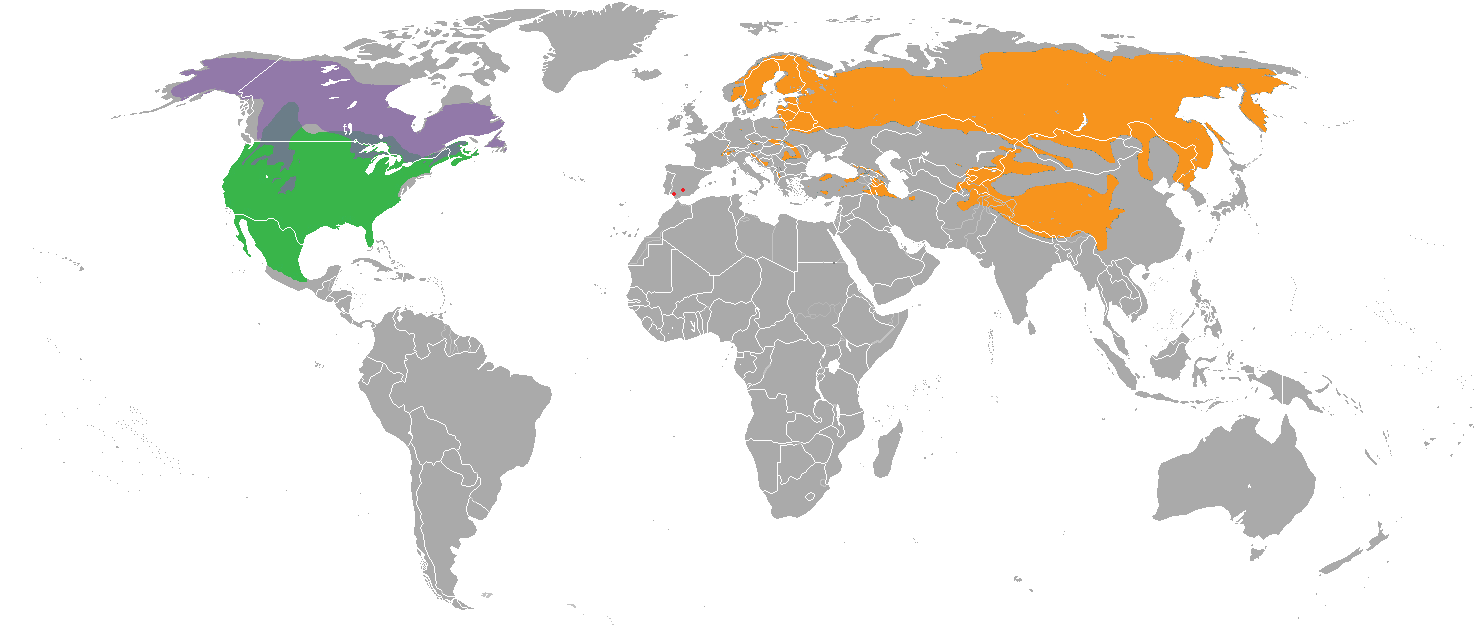
Areale delle linci.

Tutte le specie di linci sono originarie dell'emisfero boreale. La lince rossa e la lince canadese vivono nell'America del Nord, la lince iberica si trova esclusivamente in piccole aree della penisola omonima e la lince eurasiatica presenta la distribuzione più ampia, che si estende su tutta l'Europa e l'Asia.
L'areale delle linci si è ridotto più o meno fortemente a seconda delle specie, ma è in Europa che la sua diminuzione è stata maggiore. La lince eurasiatica era presente in tutto il continente, tranne che in Gran Bretagna, ma scomparve dall'Europa occidentale e dalle Alpi prima dell'orso e del lupo, sebbene non fosse stata altrettanto perseguitata. Il numero delle linci continuò a diminuire in tutta Europa, per poi tornare a crescere a partire dalla metà del XX secolo, quando alla specie venne garantita protezione legale. La lince iberica, estremamente minacciata, ha visto calare drasticamente le sue popolazioni durante la fine del XX secolo a causa delle epidemie di mixomatosi che hanno decimato la sua preda principale, il coniglio, e della costruzione di un'ampia rete stradale che ha frammentato il suo habitat e aumentato il numero di collisioni con i veicoli: nel corso di vent'anni, le popolazioni di lince iberica sono diminuite dell'80%. In America, la diminuzione delle popolazioni è stata di gran lunga inferiore; tuttavia, a causa dei cambiamenti ambientali dovuti alle pratiche agricole moderne, la lince rossa è scomparsa da gran parte del Midwest degli Stati Uniti (Minnesota meridionale, Dakota del Sud orientale, Iowa e gran parte del Missouri). La lince canadese occupa ancora il 95% del suo areale originario in Canada, ma è in diminuzione negli Stati Uniti.
Fatta eccezione per la lince iberica, l'Unione internazionale per la conservazione della natura (IUCN) considera le popolazioni di lince stabili e numerose; di conseguenza, esse vengono classificate a «rischio minimo» (LC). La lince iberica figurava in «pericolo critico» (CR) dal 2002 al 2014, ma è stata riclassificata «in pericolo» nel 2015 a seguito della crescita della popolazione.

## Conservazione

### Protezione legale
Il commercio degli animali selvatici è regolato dalla Convenzione sul commercio internazionale delle specie minacciate di estinzione (CITES). Tranne la lince iberica, che è classificata in Appendice I dal 1990, tutte le specie di lince figurano in Appendice II dal 1977. Gli Stati Uniti hanno proposto alla CITES di rimuovere la lince rossa dall'Appendice II a seguito della crescita delle popolazioni, ma la richiesta è stata rifiutata.
La caccia alla lince eurasiatica è regolamentata in Russia, Norvegia, Finlandia, Polonia, Romania, Turchia, Estonia, Lettonia, Slovacchia (fino al 2001, quando è stata proibita del tutto), Croazia e Slovenia. In Francia e in Svizzera, le linci «problematiche» vengono catturate e trasferite in altre aree. La lince iberica è protetta in tutto il suo areale. La caccia alla lince rossa e alla lince canadese è regolamentata in Canada, Stati Uniti e Messico, ma la legislazione può variare a seconda degli Stati.

### Conservazione in cattività

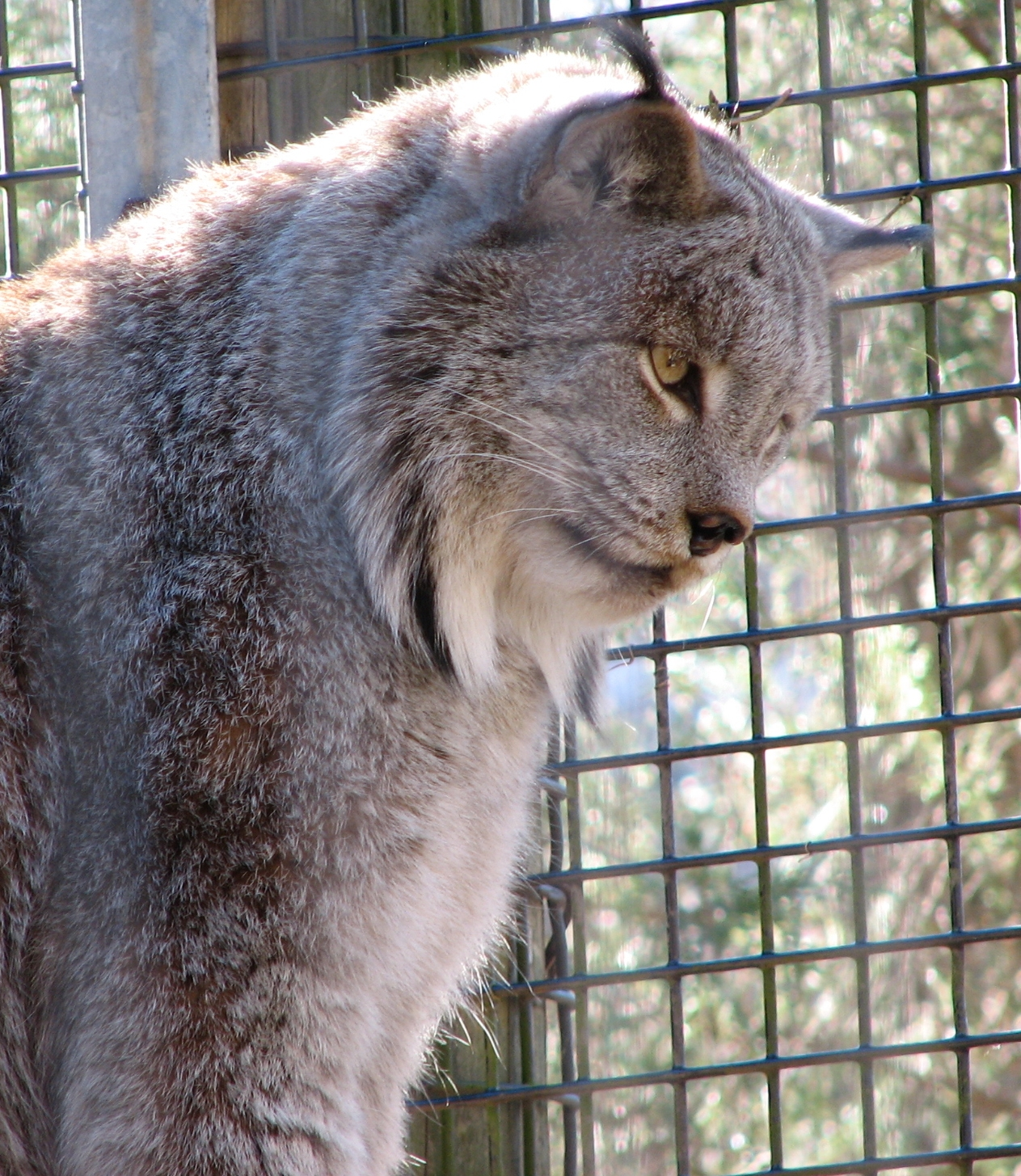
Lince canadese allo zoo di Louisville.

Solo la lince eurasiatica è oggetto di uno studbook (registro genealogico) europeo (ESB) volto a creare un albero genealogico affidabile degli esemplari presenti negli zoo. Secondo l'Associazione mondiale degli zoo e degli acquari, le linci vengono ospitate nei giardini zoologici per scopi educativi e per il successo che riscuotono nel pubblico. Secondo l'International Species Information System (ISIS), il 1º ottobre 2009 vi erano 667 linci negli zoo di tutto il mondo; le specie più rappresentate erano la lince eurasiatica e la lince rossa.
Un programma di allevamento in cattività della lince iberica è stato urgentemente istituito nel giugno 2003, a seguito della drammatica riduzione della popolazione selvatica, passata dalle 1000 unità del 1999 alle 135 del 2002 a causa di un'epidemia di mixomatosi che aveva decimato le popolazioni di conigli selvatici, principale preda della lince. Il centro di riproduzione del parco nazionale di Doñana mette a disposizione vari sistemi che permettono alle linci selvatiche di nutrirsi senza che venga meno il loro istinto di cacciatrici: i conigli vengono tenuti all'interno di speciali recinti, di difficile accesso e forniti di numerosi nascondigli. Grazie al programma di riproduzione, a partire dal 2010 ne sono state reintrodotte 176 in habitat accuratamente selezionati. Queste linci erano tutte dotate di radiocollare, e sono sopravvissute in misura del 60%.

### Reintroduzioni
In Europa, tra il 1970 e il 2006, sono stati attuati quattordici programmi di reintroduzione della lince, che hanno ottenuto i migliori risultati in Slovenia, nelle Alpi svizzere e nel Giura. La lince eurasiatica è stata reintrodotta in Slovenia, in Croazia, nel parco nazionale di Baviera in Germania, in Svizzera nel Giura, nel cantone di Vaud (Alpi e Giura), nel cantone di Obvaldo e nel parco nazionale dei Grigioni e nel parco nazionale del Gran Paradiso in Italia. Tentativi di reintroduzione della lince canadese sono stati effettuati nello Stato di New York e nel Colorado; in quest'ultimo caso il programma sembra essere stato coronato dal successo. La lince rossa è stata reintrodotta sull'isola di Cumberland e nel New Jersey.
Per catturare esemplari di lince ai fini della reintroduzione, gli scienziati sfruttano la tendenza dei felini di usare sempre gli stessi passaggi. Una gabbia con due porte scorrevoli viene posizionata in modo tale che il felino possa vedere la sua pista oltre la trappola, su un sentiero percorso di frequente. La lince viene spesso catturata all'inizio o alla fine dell'inverno, quindi trascorre un periodo di tempo in quarantena prima di essere rilasciata, preferibilmente in coppia, durante la bella stagione. Gli individui catturati sono spesso giovani, generalmente di sesso maschile.

## Rapporti con l'uomo

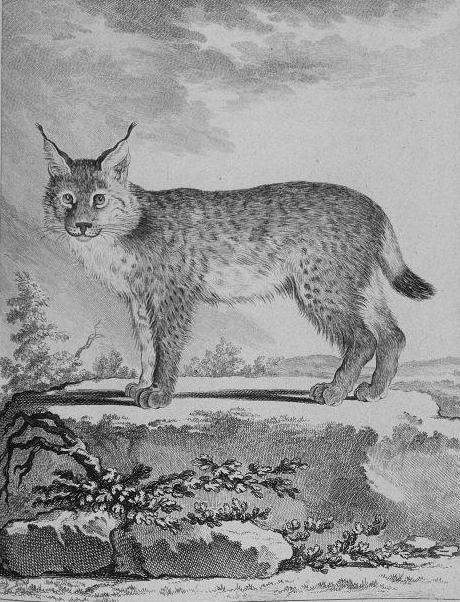
Tavola tratta dalla Storia naturale di Buffon (1761)

### Etimologia e semantica
L'etimologia della parola Lynx è molto antica e deriva dal termine protoindoeuropeo lewk, che significa «chiaro», «luminoso», in riferimento sia alla capacità della specie di vedere al buio che alla brillantezza dei suoi occhi, se illuminati. Il termine è poi divenuto lúnx (λύγξ) nell'antica Grecia, modificato poi dal latino in lynx. Nel parlato comune, «avere l'occhio di lince» significa essere dotati di una vista molto acuta; questa espressione si deve alla confusione con il detto «avere l'occhio di Linceo», in riferimento all'argonauta Linceo, dotato di una vista così acuta da poter scrutare oltre i muri, ed è all'origine della leggenda sulla vista sviluppata di questo animale. Anche la costellazione della Lince sarebbe stata chiamata così da Hevelius nel XVII secolo perché bisogna essere dotati della vista di una lince per individuare un raggruppamento di stelle così poco luminose. Con l'appellativo di «lince del deserto» si indica il caracal (Caracal caracal), che in passato veniva posto nel genere Lynx.
In passato la lince eurasiatica era nota come «lupo cerviero» o «lupo cerviere», dal latino Lupus cervarius, che significa letteralmente «lupo che dà la caccia ai cervi». Ancora oggi la lince canadese viene chiamata «loup-cervier» dai francofoni del Canada.

### Mitologia

#### Mitologia amerindia
Nella mitologia amerindia, la figura della lince viene spesso associata a quella del coyote, del quale costituisce una sorta di «gemello». La lince e il coyote sono rispettivamente associati al vento e alla nebbia, due elementi opposti nel folklore amerindio. Le leggende variano leggermente tra i popoli nordamericani e miti equivalenti si ritrovano anche nell'America del Sud, ad esempio in Brasile. Le figure della lince e del coyote nei miti degli indiani d'America sono state analizzate da Claude Lévi-Strauss nel suo libro Histoire de Lynx (in italiano Storia di Lince. Il mito dei gemelli e le radici etiche del dualismo amerindiano). Secondo il celebre antropologo, questi gemelli opposti e di forza disuguale rappresenterebbero un mondo in perpetuo squilibrio. Questa analisi gli consente di interpretare l'atteggiamento amichevole degli Amerindi durante i primi contatti con gli Europei: per gli Amerindi, l'esistenza del loro popolo implicava l'esistenza di altri popoli dei quali aspettavano l'arrivo. Sempre secondo Lévi-Strauss, le versioni più tardive della leggenda sarebbero il risultato di un contatto regolare con gli Europei.
In una leggenda Shawnee, la lince, uno dei quattro protettori della stella del mattino, si fa ingannare da un coniglio: mentre quest'ultimo è accovacciato su un albero, pronto per essere catturato dalla lince, suggerisce al suo predatore di accendere un fuoco dove vorrebbe essere arrostito; una volta acceso il fuoco, il coniglio salta giù dall'albero e le braci schizzano sulla pelliccia della lince, andando a disegnare le macchie marrone scuro che caratterizzano il suo mantello. I Mohave credevano che sognare spesso un oggetto o un essere vivente avrebbe donato loro le sue caratteristiche. Nel caso si fosse sognato una delle due divinità rappresentate dalla lince e dal puma, pensavano di ricevere in dono capacità di caccia superiori a quelle delle altre tribù. Anche i coloni europei ammiravano questo felino e, negli Stati Uniti, la sua figura ricopre tuttora un ruolo prominente in alcuni racconti del folklore nazionale.

#### Mitologia europea

##### Un animale immaginario dalla vista acuta
La lince eurasiatica è quasi del tutto assente dalle mitologie europee; tuttavia, è stata oggetto di numerose superstizioni raccolte sui bestiari. In questi trattati la lince figura come un lupo dalle macchie di pantera, la cui femmina può partorire una sola volta.
Un'altra superstizione vuole che la lince sia dotata di un'ottima vista. Questa convinzione nacque dalla confusione tra questo felino e l'argonauta Linceo, dotato della capacità di vedere oltre le cose. Si pensava anche che i suoi occhi brillanti illuminassero i sentieri e potessero accecare, tanto la luce che emanavano era intensa; presumibilmente erano anche in grado di vedere attraverso i muri. All'epoca si credeva che la lince, nota come «lupo cerviero», fosse in grado di trasformarsi in un lupo che si nutriva di cervelli umani.

##### Il lincurio, una pietra favolosa

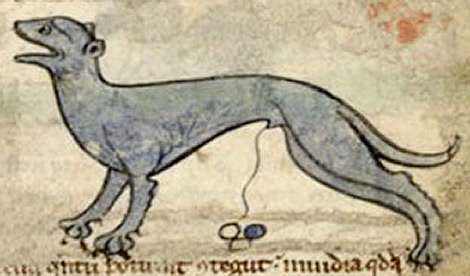
L'urina della lince si solidifica formando il lincurio. Bestiario medievale del XIII secolo.

Gli antichi credevano che l'urina di lince avesse la proprietà di solidificarsi per formare una pietra preziosa di colore rosso, il lincurio, noto anche come lyncurius o lapis lyncurius. Sia per nascondere questa pietra che per gelosia, la lince coprirebbe di terra la sua urina. Si riteneva che questa pietra favolosa potesse guarire dall'itterizia ed eliminare i calcoli alla vescica. Secondo Teofrasto (V secolo a.C.), la pietra era in grado di attrarre la paglia, i trucioli di legno, il rame e il ferro ed era di qualità migliore se proveniva da esemplari selvatici e di sesso maschile. Sebbene nessuno avesse mai visto questa pietra favolosa, gli scritti di Teofrasto furono ripresi da numerosi autori classici come Ovidio (I secolo), Plinio il Vecchio (I secolo) e Isidoro di Siviglia (VII secolo) fino al XVII secolo, quando la pietra scomparve gradualmente dai lapidari, senza che le affermazioni di Teofrasto venissero mai messe in discussione.

### Nella cultura di massa

#### Un felino poco conosciuto fino al XX secolo

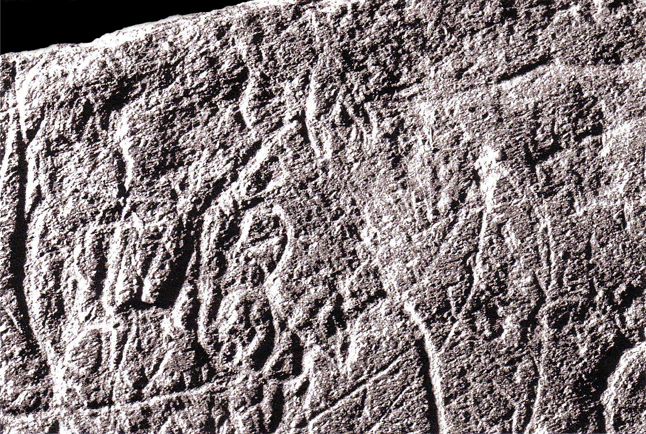
Lince raffigurata sullo scisto della Madeleine, in Dordogna.

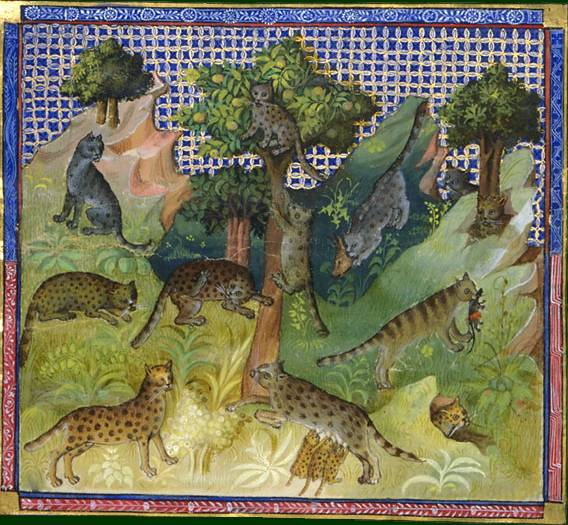
I felini nel Livre de Chasse di Gastone Febo (1331-1391).

La prima descrizione della lince eurasiatica si deve a Plinio il Vecchio, che la chiamò chama e non esitò a paragonarla al lupo: «effigie lupi, pardorum maculis», vale a dire «ha l'aspetto del lupo e le macchie del leopardo». Inoltre, secondo lo scrittore romano, esisterebbero due forme di lince, il chama o «lupo cerviero», appunto, utilizzato a Roma nei giochi del circo, e la lynx, creatura favolosa originaria dell'Etiopia. Queste descrizioni, sebbene molto imprecise, servirono da base a tutte le successive opere e scritti su questo animale. Se ad esse si aggiungeva l'estrema discrezione di questo felino, che quasi nessuno era riuscito ad avvistare, è facile comprendere come la lince fosse considerata un animale fantasmagorico, ritenuto feroce. Pertanto, nel Medioevo, essa veniva sempre assimilata al lupo e descritta come un «lupo dal manto zebrato o maculato»: tutti ne erano terrorizzati. Era talmente sconosciuta che nemmeno la Bibbia ne parlava. Ne parlò invece Marco Polo nel Milione e venne raffigurata per la prima volta sul Livre de chasse di Gastone Febo. Gli uomini del Medioevo le davano la caccia, sia per gli artigli e i denti, usati come amuleti, che per la pelliccia. La lince (lonza) è una delle tre fiere che Dante Alighieri incontra prima di entrare nell'inferno (Inferno - Canto primo) dove è l'allegoria della lussuria. 
Per molto tempo la lince e il lupo cerviero sono stati considerati due specie separate. Anche tralasciando tutta la serie di superstizioni, gran parte delle cose che gli studiosi dicevano su questo animale erano sbagliate; ad esempio, nel XIX secolo, Pierre Boitard scrisse che «[Il lupo cerviero] fa un buco dietro il cranio [delle sue prede], e succhia il cervello attraverso questa apertura, per mezzo della sua lingua coperta di piccole spine». L'animale veniva ancora considerato feroce e sanguinario. Pertanto, quando la bestia della Gargaille, una sorta di bestia del Gévaudan del Giura, terrorizzò la popolazione nel 1819, la stampa incolpò una lince. Tuttavia, le descrizioni erano molto contraddittorie e la storia sarebbe stata gonfiata dal prefetto, che trasformò l'accaduto in un vero massacro, mentre il Gran Lupettiere parlò semplicemente di vestiti strappati. Il felino era così poco conosciuto che le spoglie di vere linci catturate in Europa occidentale venivano considerate appartenenti a qualche sorta di «animali esotici» almeno fino al XIX secolo. L'alone di mistero su questi animali iniziò a dissiparsi nel XX secolo, ma i primi studi sul campo furono intrapresi solamente a partire dagli anni '80.

#### Araldica e personaggi di finzione
In araldica la lince e il lupo cerviero sono due figure differenti. La lince viene raffigurata passante sullo scudo e, proprio come il lupo cerviero, simboleggia la perspicacia. Il lupo cerviero, rappresentato come una pantera macchiata con la coda di gatto e la faccia di lince, è molto poco presente. La lince per definizione è passante, con la testa di fronte, e può essere confusa con il lupo, anche se molto spesso ha la coda tra le zampe.
La lince è uno dei simboli della Macedonia e figura sul retro della moneta da 5 dinari. La lince è stata scelta come emblema da molte università e squadre sportive dell'America del Nord, come gli Charlotte Bobcats o i Toronto Lynx.
Le linci non sono molto presenti nelle opere di narrativa. Sul grande schermo, Bonkers D. Bobcat è una lince rossa antropomorfa creata dallo studio Disney. La lince rossa Bubsy è un personaggio dei videogiochi; è stata prodotta anche una serie animata dedicata a questo personaggio, ma ne è stato trasmesso un solo episodio. Nel videogioco Shelter 2, uscito nel 2015, il giocatore deve impersonare una mamma lince che deve proteggere i suoi piccoli durante un viaggio.

### Sfruttamento economico
Nel Medioevo gli artigli e i denti della lince eurasiatica venivano usati come amuleti, ma la specie veniva cacciata anche per la sua pelliccia. La pelliccia della lince canadese divenne una merce richiesta sin da quando ebbe inizio la colonizzazione del Canada da parte degli Europei. I trapper della costa settentrionale del Canada e i popoli autoctoni erano soliti consumarne anche la carne.
Le pelli di lince rossa sono le più vendute tra quelle dei felini. Con esse vengono confezionati cappotti, tappeti o decorazioni da parete; particolarmente ricercata è la pelliccia che ricopre il ventre. Il maggior paese esportatore sono gli Stati Uniti, le cui esportazioni medie annue sono aumentate da poco più di 13 000 negli anni novanta a quasi 30 000 negli anni 2000.

### Atteggiamento del pubblico nei confronti della lince
Il cambiamento dell'atteggiamento dell'uomo verso la natura e, più in particolare, verso i carnivori è andato a tutto vantaggio della lince. Il 70-80% degli abitanti dei paesi dell'Europa occidentale è favorevole al ritorno di questo animale, anche se gli abitanti delle città sono molto più favorevoli al ritorno della lince rispetto a quelli delle zone rurali. I principali detrattori della lince sono i cacciatori, che la accusano di ridurre il numero della selvaggina, e gli allevatori, preoccupati delle aggressioni a spese delle loro greggi. Tuttavia, secondo gli studiosi, la presenza della lince è considerata benefica per le specie oggetto di caccia. Inoltre, in Svizzera, la popolazione di linci, che conta circa 150 esemplari, uccide 8 000 caprioli ogni anno, rispetto ai 40 000 uccisi dai cacciatori e ai 9 000 che rimangono vittima del traffico stradale, su una popolazione totale di circa 130 000 unità. Sono stati testati diversi modi per ridurre al minimo l'impatto della lince sul bestiame: i più efficaci rimangono l'impiego del cane da montagna dei Pirenei, la custodia delle greggi e l'utilizzo di recinzioni. Inoltre, se la presenza della lince viene vista di cattivo occhio nelle zone dove essa è stata reintrodotta, bisogna constatare che nei paesi dove questa non è mai scomparsa essa non viene mai accusata di sterminare le greggi.
Per valutare quanto gli abitanti dell'area del Cumberland Island National Seashore, dove la lince rossa è stata reintrodotta, conoscessero questo animale, alcuni ricercatori hanno posto loro un questionario: il punteggio medio è stato di un deludente 3,8 su 10, con i cacciatori che hanno ottenuto un punteggio medio di poco superiore (5,1). Secondo gli autori, questo punteggio così basso può essere correlato con la natura sfuggente della lince rossa: le opportunità di poter avvistare direttamente questo animale sono infatti molto scarse. Inoltre, essa non compare troppo spesso nei documentari naturalistici, diversamente dal leone, dalla tigre o dal puma.